# Liste der Orte im Landkreis Rottal-Inn
Die Liste der Orte im Landkreis Rottal-Inn listet die 2571 amtlich benannten Gemeindeteile (Hauptorte, Kirchdörfer, Pfarrdörfer, Dörfer, Weiler und Einöden) im Landkreis Rottal-Inn auf.

## Systematische Liste
Alphabet der Städte und Gemeinden mit den zugehörigen Orten.
- Der Markt Arnstorf mit 151 Gemeindeteilen:
  - Hauptort Arnstorf
  - Pfarrdörfer Mariakirchen und Mitterhausen
  - Kirchdörfer Hainberg und Jägerndorf
  - Dörfer Döttenau, Geiselsdorf, Holzham, Holzhäuseln, Kemathen, Kohlstorf, Kühbach, Lampersdorf, Sattlern, Westerndorf und Zwilling
  - Weiler mit Kirche Neukirchen
  - Weiler Aign, Bergham, Birchen, Blumdorf, Bruckbach, Daimhäuseln, Döttenberg, Ed, Eiselstorf, Falkerding, Fernbirchen, Furtschneid, Gerlstetten, Grafendorf, Grub, Habersbrunn, Hag, Hödl, Kapfing, Kolmöd, Kudlhub, Loh, Oberelend, Padersberg, Pauxöd, Petersdorf, Puch, Radelsbach, Reisach, Reisat, Reith, Ried, Ruppertskirchen, Salksdorf, Schachten, Schimpfhausen, Schleeburg, Siegerstorf, Siglthann, Stadl, Steindorf, Stelzenöd, Stockahausen, Triefelden, Unterschachten, Volkstorf, Wabach, Wada und Winchen
  - Einöden Adermann, Aicha, Aigner im Ried, Altmannskinden, Asbach, Baumgarten, Birkafeld, Bruckmühle, Burgerfeld, Dingelsberg, Eck, Freising, Gaiswimm, Gartenöd, Geiersberg, Hafenöd, Heißen, Heißenhub, Henning, Hinterholzen, Hinteröd, Hochwimm, Hof, Hoheneichberg, Holz, Holzen, Holzmann, Holzweber, Kattenberg, Kellerhaus, Kloberg, Knockenthal, Kornöd, Kreiling, Kroneck, Kühblei, Kürpen, Langhub, Lindach am Burgerfeld, Lohmann, Mühlberg, Niederlucken, Nömer, Oberradlsbach, Oberreut, Oberwimpersing, Ofen, Picklöd, Püchl, Qualn, Rabenbrunn, Raisting, Reitberg, Sägmühl, Schachtenmann, Schickanöd, Schlott, Schmidhub, Schornöd, Schröttendorf, Sendlmeier, Sichenpoint, Sommerstorf, Speisöd, Staudach, Stierberg, Stocka, Thal, Thalhausen, Thannermann, Thanning, Unterelend, Unterkager, Unterreut, Unterwimpersing, Wadermann, Weilnbach, Weingarten, Wiedmais, Wimpersing, Zachenöd, Zankl, Zeil, Zeilling und Zenzlhub

- Der Markt Bad Birnbach mit 85 Gemeindeteilen:
  - Hauptort Bad Birnbach
  - Pfarrdörfer Asenham, Hirschbach und Kirchberg
  - Kirchdörfer Aunham, Brombach und Schwaibach
  - Dörfer Bleichenbach, Brunndobl, Gries, Grottham, Haberling, Holzhäuser, Leithen, Lengham, Neudau, Nindorf, Oberbirnbach, Obertattenbach, Ried, Schatzbach, Schwertling, Steina, Sturzholz, Unterhitzling und Untertattenbach
  - Weiler Brandstatt, Edmühle, Eglgeßing, Freiling, Grub, Hasenberg, Holzmannhäuser, Kager, Kieferling, Kinten, Kynoten, Landerham, Lederling, Mühlham, Naßberg, Neudeck, Oberhitzling, Offenöd, Reichertsham, Stockert und Stockhäuser
  - Einöden Aicha, Armstetten, Au, Dachsberg, Dachsbergau, Doblham, Faberöd, Gigeröd, Gigler, Gillöd, Gruber, Grubunterthanet, Hagn, Hahnöd, Hainthal, Hennthal, Hofer, Höll, Hölzlberg, Köpfertsöd, Labüchl, Lexöd, Mauswinkl, Reiterloh, Rennöd, Rothenaign, Schederaign, Schmidsöd, Spannagl, Spöck, Stalleich, Stocket, Trautenöd, Weinberg, Wimm, Wingrub, Winkl und Winten

- Die Gemeinde Bayerbach mit 19 Gemeindeteilen:
  - Pfarrdorf Bayerbach
  - Dörfer Au, Holzham, Kindlbach, Luderbach, Sagmühle und Steinberg
  - Weiler Dobl, Huckenham, Kainerding, Langwinkl, Oberndorf, Sankt Veit und Suttenmühle
  - Einöden Kreilöd, Oed, Siegharting, Voitl in der Au und Wamberg

- Die Gemeinde Dietersburg mit 135 Gemeindeteilen:
  - Pfarrdörfer Dietersburg, Nöham und Peterskirchen
  - Kirchdorf Baumgarten
  - Dörfer Breitenbach, Ernstling, Furth, Gschaid, Hofstetten, Höhenberg, Priel, Stocka, Straßdobl und Wald
  - Weiler Altmannsberg, Asperting, Bergham, Buch, Dellern, Ed, Eitting, Eitzenham, Ganglöd, Gfehret, Gstatt, Gunderding, Hasling, Haunberg, Hausrucking, Hohenöd, Hopper, Kainz, Kronwinkl, Lindberg, Lohmann, Mais, Manglham, Matzing, Matzöd, Neusiedl, Oberbreitenbach, Plankenbach, Reisbach, Sankt Georgen, Schneeharding, Schönhof, Stallhof, Stelzenberg, Straß, Weinberg, Wimm und Winkl
  - Einöden Adlhaid, Aichpoint, Aist, Attenberg, Attenberg bei Nöham, Bachhub, Berg, Birnöd, Brand, Brandstetten, Breitenöd, Bruckbach, Bruderöd, Büchl, Danten, Duröd, Ebenhof, Ed am Wald, Einpoint, Eisenreut, Erperting, Fletzl, Florl, Frauenöd, Freilas, Frieberting, Graben, Grub, Gstockert, Gutmann, Hafenöd, Hagenöd, Hahnenkamm, Haidprechting, Hamanöd, Hartmannsöd, Heiß, Hiening, Hinterkauf, Hofmannsöd, Höllnöd, Holzweber, Hötzlsberg, Kögl, Kölberg, Köpfsöd, Kornöd, Laglöd, Lechl, Mangst, Minihof, Oberbrennberg, Oberhof, Öling, Pfarrhof, Plöderöd, Pottenau, Rauchdobl, Riesberg, Sattelberg, Schachahof, Schafweid, Scheiben, Scheiblöd, Scheuereck, Schlafen, Seiling, Silching, Sperr, Stinglham, Stinglwager, Sulzbach, Thalöd, Unöd, Unterbrennberg, Waldhiebl, Waldhörn, Walln, Weihersbach, Wimm bei Nöham, Wurmsöd, Zaun und Zeil

- Die Stadt Eggenfelden mit 119 Gemeindeteilen:
  - Hauptort Eggenfelden
  - Pfarrdörfer Gern und Kirchberg
  - Dörfer Altenburg, Fraunhofen, Hetzenberg, Lauterbach, Lichtenberg, Moosham, Niederndorf, Peterskirchen, Straßhäuseln, Untereschlbach, Untermaisbach, Weinberg, Wolfsberg und Zellhub
  - Siedlungen Axöd-Siedlung, Holzkeller, Oberkirchberg, Pirsting, Rott am Wald und Weilberg-Siedlung
  - Weiler Aichner, Axöd, Berg, Bruckhäuser, Dietraching, Edmertsee, Falterer, Freiung, Gaisberg, Gras, Hänghub, Haus, Heckengrub, Holzbruck, Kampelsberg, Kaspersbach, Kleingmain, Klohub, Lindhof, Luderfing, Mitterhof, Oberzeiling, Pischelsberg, Pollersbach, Rott, Sandtner, Sankt Sebastian, Spanberg, Thal, Tiefstadt, Vorderhöll, Weilberg, Wimm und Zainach
  - Einöden Afuswimm, Aign, Anzengrub, Asbach, Au, Bachkampel, Bruck, Buchner, Drittenbrei, Dürrwimm, Eder vorm Wald, Fäustlinger, Fuchsberg, Fuchsmühle, Fußöd, Gall, Gfürt, Giglberg, Gschwend, Hartlwimm, Hinterhöll, Hochwimm, Höll, Holzhäuseln, Holzner, Holzschachten, Hub, Kagern, Kastenberg, Käufl, Kleeham, Kollersberg, Königsöd, Kreuzöd, Kronwitt, Lichtlberg, Loh, Lug, Maißling, Mitterpirsting, Neustatt, Oberkampel, Oberpirsting, Oberthal, Prühmühle, Reiter, Reiter am Wald, Rinn, Rottmühle, Rushäusl, Simonsöd, Sperwies, Stock, Straß, Straß, Stumsöd, Taschnerhof, Unterkampel, Unterpirsting, Unterthal, Unterzeiling und Weg

- Die Gemeinde Egglham mit 58 Gemeindeteilen:
  - Pfarrdörfer Amsham und Egglham
  - Kirchdörfer Frauentödling und Martinstödling
  - Dörfer Gopping, Haag, Limbach, Lohe, Peisting, Schacha und Wald
  - Weiler Abshofen, Grub bei Reuth, Hausschwendt, Herrndobl, Hofreuth, Hoibach, Hoisberg, Holz, Holzhäuser, Kainzdobl, Kuglenz, Lenzloh, Reuth, Riegelsberg, Ringdobl, Schnecking, Stelzberg, Tabor, Tiefbach und Wimpaißer
  - Einöden Abach, Afham, Birkenöd, Fraundorf, Haiden, Hasenöd, Hengsberg, Hochaich, Kalham, Kindham, Krieglmühle, Matzöd, Öd, Reschdobl, Schlott, Steiner, Stockland, Tölzenöd, Udlberg, Wampendobl, Weissenberg, Wilhelm, Willeithen, Wolfscheiben, Wolfschießen, Wolfsöd und Zehentwiesen

- Die Gemeinde Ering mit 92 Gemeindeteilen:
  - Pfarrdörfer Ering, Kirn und Münchham
  - Kirchdorf Pildenau
  - Dörfer Erlat, Grießer und Kühstein
  - Weiler mit Kirche Sankt Anna
  - Weiler Büchl, Dorf, Ed bei Münchham, Eglsee, Ernegg, Haidvolk, Maierhof, Neumühle, Pettenau, Prenzing, Rafau, Scheiblhub, Straß, Weg, Weidau und Wies bei Kirn
  - Einöden Aich, Anzened, Asbäck, Au, Auggenthal, Bachhaus, Birmaier, Bründl, Brunnbauer, Danninger, Ed bei Kirn, Entholz, Frank, Gerwalln, Gries, Grub bei Kirn, Grub bei Sankt Anna, Gschnaid, Halmlehen, Hardt, Heitzing, Henghub, Hiendling, Hinterleiten, Hochreut, Hochstein, Hof, Jetzing, Jetzlleiten, Jungmeier, Kaufreut, Kletzl, Kohlleiten, Kos, Kreuzer, Langlehen, Lippeck, Loh, Maisenberg, Meisl, Mühlberg bei Kirn, Mühlberg bei Münchham, Notzart, Oberbüchl, Oberhenhart, Pfaffenöd, Pfaffenthal, Reith, Reut, Schmidlehner, Schneiderleiten, Spitzendobl, Stadlhof, Stagl, Steining, Thal, Tiefengrub, Unterhenhart, Unternbüchl, Veitlhub, Viehhausen, Wegmühle, Wies, Wies bei Münchham, Winkl, Zauner, Zaußing und Zulehner

- Die Gemeinde Falkenberg mit 106 Gemeindeteilen:
  - Pfarrdörfer Falkenberg, Taufkirchen und Zell
  - Kirchdorf Diepoltskirchen
  - Dörfer Altgmain, Amelgering, Ammersreit, Fünfleiten, Gmain, Heißprechting, Horading, Kasten, Kronleiten, Mertsee, Oberhöft, Untereisbach, Unterrimbach und Volksdorf
  - Amersöd, Brunning, Bürchen, Diepoltsberg, Eggerding, Elpersdorf, Furth, Geiersberg, Gmainbauer, Guglmucken, Hochholzen, Hofstetten, Höllerthal, Lechertsreuth, Mitterbinder, Nußdorf, Obereschlbach, Obersteinbach, Ortholbing, Perterting, Plöcking, Rauschöd, Remmelsberg bei Falkenberg, Reuth, Ruderfing, Salling, Schöfbach, Sillaching, Starzenberg, Stetten bei Falkenberg, Stetten bei Taufkirchen, Sulzbach, Unterbinder, Unterkettendorf, Untersteinbach, Vogging, Wald, Wendling und Wölfing
  - Einöden Au, Berg, Brandhub, Brandstetten, Bromberg, Burgmair, Döttenau, Ed, Gmainjodl, Goldbrunn, Greßfurt, Großkay, Hausleiten, Heinzing, Heuwies, Hiebl, Hinterholzen, Kugler, Kumpfmühl, Latzelsberg, Lehen, Liedlstraß, Löfflberg, Mitterhamberg, Neugmain, Oberbinder, Obereisbach, Oberhamberg, Oberkettendorf, Oberremmelsberg, Ofen, Paint, Pendlöd, Pfirsting, Ponzaunöd, Ranzing, Reiser, Remmelsberg bei Altgmain, Saliter, Schern, Schnarrmühl, Schönbach, Schönberg, Sparöd, Spielberg, Stockhäusel, Stopfen, Unterhamberg und Unterremmelsberg

- Der Markt Gangkofen mit 171 Gemeindeteilen:
  - Hauptort Gangkofen
  - Pfarrdörfer Hölsbrunn, Kollbach, Obertrennbach und Reicheneibach
  - Kirchdörfer Angerbach, Dirnaich, Radlkofen, Unterbachham, Wiedersbach und Wimmersdorf
  - Dörfer Atzing, Aurolfing, Dörfl, Engersdorf, Geiselberg, Hackenberg, Hintergindering, Huttenkofen, Mailing, Malling, Marastorf, Mitterschmiddorf, Panzing, Scheuering, Schöfthal, Seemannshausen und Siebengadern
  - Weiler Blankenöd, Brandstetten bei St. Nikola, Butzenbach, Edeneibach, Elsenberg, Freiling, Geiging, Gengham, Gindering, Grammelsberg, Grub bei Reicheneibach, Hinzing, Holzhäuseln, Langenkatzbach, Magassing, Niedertrennbach, Nutzbach, Oberndorf, Oberschmiddorf, Oberviehhausen, Öd, Pavenzing, Pechhäusl, Racksdorf, Sackstetten, Sankt Nikola, Satzing, Scherzlthambach, Schnatzling, Schrettenbrunn, Sölgerding, Spielberg, Stadlhof, Stauern, Taubendorf, Thalkofen, Unteralmsham, Unterschmiddorf, Uttendorf, Vorderreisach, Weiher und Wickering
  - Einöden Abessen, Aich, Albanöd, Apfelthann, Asbach, Au, Baumgarten, Bergmeier, Bermering, Binamühl, Birding, Bleibrunn, Brandstetten bei Reicheneibach, Bruck, Brückl, Bubenöd, Buchberg, Deingrub, Ecken, Edenkatzbach, Edgarten, Eppen, Eselberg, Fatzöd, Feld, Flexöd, Forst, Fuchsberg, Fußöd, Gattersteig, Giglöd, Goldbrunn, Grub bei Obertrennbach, Gruber, Haselthann, Heck, Heiligenbrunn, Heiligenstadt, Hermannsöd, Hinterreisach, Hochwimm, Hofwimm, Höhhaus, Holzreit, Holzwoferl, Hopfloh, Hub, Irlach, Kager, Klorberg, Kobl bei Nutzbach, Kobl bei Reicheneibach, Kolbeck, Kottenöd, Kurmer, Leitl, Limmer, Linn, Linnöd, Lukasöd, Maisberg, Mandl, Matzing, Nußbaumöd, Oberalmsham, Oberauersberg, Oberbachham, Oberried, Ofen, Ottenöd, Pading, Plaikamühle, Rauschöd, Riebersberg, Riemberg, Rohrach, Rußbrenner, Saueröd, Schattenkirchen, Schelnlohe, Schmiedsberg, Schmiedsöd, Schönhub, Schönviehhausen, Schröll, Seereit, Sesselsberg, Spitzgrub, Steinberg, Stockach, Straß, Stubengrub, Unterauersberg, Unterholzen, Vohberg, Vorrach, Wiesbach, Wiesen, Wintersberg, Wöhr und Wüst

- Die Gemeinde Geratskirchen mit 46 Gemeindeteilen:
  - Pfarrdorf Geratskirchen
  - Dorf Herrnholz
  - Weiler Bettstetten, Braunsberg, Breitendorf, Deckstatt, Großeggenberg, Harpeding, Holzhäuser, Kleineggenberg, Kroneck, Küblgrub, Leithen, Stadlthann, Wurmsegg und Zwecksberg
  - Einöden Adersbach, Ammersöd, Asenkerschbaum, Au, Brandstetten, Feichtgrub, Freineck, Garten, Geratsberg, Haneck, Heizbach, Hermannsreut, Hiltelsberg, Hinterwimm, Holzen, Königshub, Loh, Ohnatsberg, Pillris, Poxöd, Roismannsöd, Schachten, Schüsselburn, Spatenöd, Thann, Vorrach, Wiesen, Windbichl, Wolfersegg und Wölkerl

- Die Gemeinde Hebertsfelden mit 151 Gemeindeteilen:
  - Pfarrdorf Hebertsfelden
  - Kirchdörfer Niedernkirchen und Unterhausbach
  - Dörfer Auhof, Edhof, Gollerbach, Holzhamm, Linden, Marchöd, Oberhausbach, Rackersbach, Spanberg und Windorf
  - Weiler mit Kirche Prienbach und Rottenstuben
  - Weiler Burg, Burgholz, Eklhub, Feichten, Feitshof, Freiung, Glatzöd, Gschaidmaier, Haslhub, Hausbeck, Högl, Holzhäuseln, Kaltenberg, Käsberg, Lerchstraß, March, Mehring, Platten, Ponhardsberg, Ponzaun, Reisl, Roith, Sand, Sandberg, Schabmannsberg, Schildmannsberg, Schmalzgrub, Schönhub, Schreyöd, Schwaiglehen, Starzen, Sterfl, Unterdax, Unterlehen, Wagenberg, Weidelsberg, Wengl und Zwicklöd
  - Einöden Ainlehen, Bach, Bernhof, Binderberg, Brandlöd, Brunnhäusl, Delzöd, Eder, Faltermeier, Faulkäs, Ferlin, Fischgartl, Forster, Forstlehen, Freiling, Furth, Gallhub, Gaßlsberg, Gnadenöd, Griffl, Großkag, Großwies, Grub, Handlmoos, Handorf, Hasleck, Hausmanning, Hinteraichberg, Hinterburg, Hollkronöd, Höllmühl, Holz, Holzapfel, Holzgrub, Holzgrund, Kainzl, Kleinkag, Kleinkay, Kleinwies, Klinger, Kochlehen, Kollbeck, Kollomann, Kramlehen, Kranzlhub, Krapfenberg, Kraymühle, Kronöd, Krumlehen, Kuglmehring, Kurzholz, Lacken, Lackner, Lecklhub, Lerch, Linnertshub, Löfflmühle, Luberg, Maiersberg, Mehlhardt am Sand, Mornthal, Niederhub, Nußbaum, Oberdax, Oberhub, Oberlehen, Oberreisbeck, Riem, Schernberg, Schieghub, Schießl, Schmauß, Schmidöd, Schnellberg, Stauern, Stein, Steinsäuln, Steinsöd, Sternöd, Stößlöd, Straß am Edhof, Stürzl, Unterreisbeck, Unterstock, Vorderaichberg, Vorderhaid, Wagenlehen, Wasl, Wenigau, Wilhelmshöhe, Wimberg, Winkl, Wislhub, Zacherlwimm, Zaining, Zaun und Zulehen
  - Bahnhof Hebertsfelden-Bahnhof

- Die Gemeinde Johanniskirchen mit 45 Gemeindeteilen:
  - Pfarrdörfer Emmersdorf und Johanniskirchen
  - Kirchdörfer Ammersdorf und Gerbersdorf
  - Dörfer Apfelbach, Dummeldorf, Fabach, Habach, Haibach, Kraham, Krohstorf, Lapperding, Miesing, Mödlsbach, Schornbach, Schwaig, Unterbubach, Weihern und Windbaising
  - Weiler Bockenbach, Brand, Brunndobl, Eggersdorf, Haidendorf, Sarzen, Schuhöd, Schwaigeröd, Solla, Stockham, Windfurth und Wolfstriegl
  - Einöde mit Kirche Guteneck
  - Einöden Bahnzaun, Dannschachten, Erlbach, Gietzering, Karlsweiler, Lengham, Oberstadl, Riegeröd, Schaföd, Schratzmühle, Stroblöd, Unterstadl und Wieglöd

- Die Gemeinde Julbach mit 17 Gemeindeteilen:
  - Pfarrdorf Julbach
  - Dörfer Buch, Hart, Mehlmäusl, Oberjulbach, Reith und Untertürken
  - Siedlung Bruckmühl
  - Weiler Kollberg
  - Einöden Holzen, Leimgrub, Maierl, Mooswinkl, Oberschwemm, Rußbrenn, Seibertsloh und Unterschwemm

- Die Gemeinde Kirchdorf a.Inn mit 22 Gemeindeteilen:
  - Pfarrdorf Kirchdorf a.Inn
  - Kirchdorf Seibersdorf
  - Dörfer Ach, Armeding, Atzing, Berg, Bergham, Deindorf, Ecken, Gstetten, Hitzenau, Machendorf, Ramerding, Ritzing, Stölln, Strohham und Weier
  - Weiler Au, Hart, Ölling und Stadleck
  - Einöde Unterhart

- Die Gemeinde Malgersdorf mit 27 Gemeindeteilen:
  - Pfarrdorf Malgersdorf
  - Dorf Pfirsching
  - Weiler Antenpoint, Bleickersdorf, Galleck, Kenoden, Lalling, Passelsberg, Rothmühl und Straß
  - Einöden Asbach, Blumreising, Embach, Engersöd, Großwimm, Heilmfurt, Hilbing, Hofstetten, Irlach, Kleinwimm, Klingenberg, Kollbach, Memberg, Rackersöd, Seidenberg, Stöchelsberg und Willersöd

- Der Markt Massing mit 75 Gemeindeteilen:
  - Hauptort Massing
  - Pfarrdörfer Oberdietfurt und Staudach
  - Dörfer Gottholbing, Hochholding, Kollersaich, Moosvogl, Schernegg und Wolfsegg
  - Weiler Geratsdorf, Harbach, Keilroßbach, Kreuzöd, Morolding, Oberroßbach, Ofen, Passelsberg, Pirach, Ramprecht, Reisach, Saulorn, Standling, Steig, Thannet, Trauperting, Unterried und Zaillach
  - Einöden Brumm, Ecklöd, Elling, Femberg, Gigglberg, Grünhag, Gunzen, Haag, Hanneck, Haslach, Heberting, Heckenwimm, Heinrichsberg, Herrnthann, Hiendlöd, Hierzing, Hintergausberg, Hinterwimm, Holzlehen, Holzlucken, Kieswimm, Liegöd, Linn, Maisperg, Mehlhäusl, Mietzöd, Neumühl, Nußbaum, Oberzaun, Orthub, Plenkl, Rohreck, Rottenwöhr, Sauersberg, Scheuern, Schusteröd, Seonbuch, Siedöd, Stadl, Starzen, Stattenberg, Steinbüchl, Thann, Unterzaun, Viehholzen, Vordergausberg und Wolf
  - Wallfahrtskirche (-kapelle) Anzenberg

- Die Gemeinde Mitterskirchen mit 38 Gemeindeteilen:[2]
  - Pfarrdorf Mitterskirchen
  - Kirchdörfer Atzberg und Hofau
  - Dörfer Fraundorf, Hammersbach, Holzham, Krandsberg, Leitenbach und Winiham
  - Weiler Büchel, Eggersbach, Hirtl, Kastengrub, Lidorf, Mayrhof, Mitterschweib, Oberham, Oberwendling, Poppenberg, Rotheneich, Sauersberg, Siebengattern, Thal und Unterwendling
  - Einöden Bam, Bergham, Biedersberg, Dachsberg, Ermannsreit, Haargassen, Heideck, Hummelsberg, Kirchholzen, Lederhub, Oberschweib, Osten, Unterschweib und Zankl

- Die Stadt Pfarrkirchen mit 95 Gemeindeteilen:
  - Hauptort Pfarrkirchen
  - Pfarrdorf Waldhof
  - Kirchdörfer Obergrasensee und Untergrasensee
  - Dörfer Aign, Altersham, Asbach, Degernbach, Einbach, Gehring, Haberbach, Laab, Lanzing, Mooshof, Oberham, Reichenberg, Rott, Schuldholzing und Untergaiching
  - Siedlungen Adlgehring, Galgenberg, Gartlberg, Steffelsöd und Zieglstadl
  - Weiler Benk, Berg bei Wühr, Bergham, Grub, Gschwend, Gstockert, Haböd, Höckberg, Holzleiten, Hölzlhub, Hörmannsöd, Kelchham, Kugelstatt, Kühstetten, Lerbing, Loh, Mahlgassing, Ölharten, Rockern, Rottsteg, Schachtel, Scheuereck, Schwarzenstein, Stumm, Viehholzen, Woching und Wühr
  - Einöden Aham, Aist, Berg bei Wald, Brunnöd, Diepolting, Dulding, Feiern, Geiersberg, Griesberg, Griesdobl, Hanöd, Hinterleithen, Holzen, Höring, Lempertsöd, Linding, Lukasöd, Mäuslberg, Naderöd, Neunöd, Obergaiching, Ottenöd, Ragl, Reith, Rießleithen, Ruppertsöd, Schieferöd, Schlicking, Schlott, Schnedenberg, Spitzmäusing, Stöckl, Sutten, Taubengrub, Unternalling, Voglsang, Wald, Weiden, Weihern, Weikersbach, Wolfskugel, Zank und Ziegelbauer
  - Mühle Hofroth

- Die Gemeinde Postmünster mit 154 Gemeindeteilen:
  - Pfarrdörfer Neuhofen und Postmünster
  - Dörfer Afterhausen, Schalldorf, Stegmühl, Wald und Wichtleiten
  - Siedlung Christanger
  - Weiler mit Kirche Schreihof und Thurnstein
  - Weiler Bach, Berg, Brandstatt an der Rott, Dirnhub, Dobl, Ed, Edfurt, Engberg, Enghub, Fasselsberg, Federling, Fürstberg, Fürstberg bei Neuhofen, Gangerbauer, Goldsberg, Gollerbach, Gschaid, Hinten, Hofing, Kogl, Massing, Mühlstraß, Nussing, Plaß, Reinsperg, Reith, Saam, Schwanhof, Steinbüchl, Straß bei Neuhofen, Unterwies und Wühr
  - Einöde mit Kirche Gambach
  - Einöden Adelöd, Aign, Aist, Altenwöhr, Amixlöd, Asang, Bacher, Baiern, Baumgarten, Böll, Brandl, Brandstatt bei Isel, Brenn, Bruck, Bürch, Dachsberg, Diepold, Ed am Berg, Edholzen, Eham, Engmühle, Etzelsbach, Fechten, Federlehen, Fischerwimm, Forster, Fuchsgrub, Geiern, Geislöd, Gölling, Großschnail, Grübl, Gutenöd, Hag, Hangetlehen, Hansöd, Hasenöd, Heiblhub, Henglberg, Hieb, Hinteröd, Hof, Hohenlin, Holzen, Irlsbach, Isel, Kienbach, Kigl, Kleinschnail, Koppenöd, Krampl, Kräuterl, Kremmel, Kreuzöd, Kroed, Kronwitten, Kuchl, Kumpfmühl, Lang, Lenzhub, Lödl, Maieröd, Marchen, Marchetsöd, Mehlsteibl, Meisteröd, Mitteröd, Oberwies, Österreich, Pfefferöd, Pimmerstorf, Pinzenell, Polting, Quingl, Rahberg, Rahhof, Rauchöd, Reischl, Reising, Roßtauschen, Schachten, Schirgnhub, Schlettwagen, Schmiedgrub, Schmiedhub, Schned, Schned bei Neuhofen, Schönöd, Spendlholzen, Spöck, Stapfen, Stapfl, Stegen, Stöckl, Straß, Stumm, Stütz, Thal, Trausburg, Überöd, Vöglsberg, Waldhörn, Walln, Weichselöd, Weng, Winklschuß, Wippl, Wolfsberg, Zaun und Zeilhub
  - Bahnhof Kaismühle

- Die Gemeinde Reut mit 107 Gemeindeteilen:[3]
  - Pfarrdörfer Reut und Taubenbach
  - Kirchdorf Noppling
  - Dörfer Au, Mittertaubenbach, Tannenbach und Willenbach
  - Weiler Antenfuß, Berg, Braunsberg, Bruckthal, Buchberg, Ebenhof, Edermanning, Egging, Gaisberg, Gensleiten, Hamersberg, Hammersberg, Hörathal, Hurnaus, Klöbl, March bei Reut, Meiseneck, Mundsberg, Obermühle, Ölbrunn, Priesting, Prinz, Randling, Reinthal, Reußen, Tannberg, Wadelsberg, Weiermaier, Wiesenberg, Wimpassing, Winkelmühle, Wintersteig, Zoglau und Zweckberg
  - Einöden Aichbauer, Alfrased, Altfalterer, Aschen, Bleichhäusl, Blindenöd, Blindenthal, Blüml, Brunnthal, Englschall, Etzhäusl, Fehring, Feichten, Finsterhub, Garneck, Geiger, Geiwagn, Göppl, Großölbrunn, Hafenöd, Haghub, Haid, Hennersberg, Hinternberg, Hub, Klebing, Kleinölbrunn, Knogl, Kronhub, Lehner am Mühlberg, Lehrl, Leiten, Madl, Maier am Hof, Manigold, Niedernberg, Nußbaum, Obenhub, Obergutat, Oberwimm, Osternberg, Pfarrhof bei Reut, Piering, Poitner, Ranner, Rappl, Ritzing, Sägmühle, Schachten, Schmidstöckl, Schöderl, Schönhub, Schönstelzham, Schredl, Stalled, Starler, Staudenpoint, Stilk, Straß bei Reut, Wagenöd, Walch, Weiß, Weißenhof, Winichen, Wolfsbühl und Zelger

- Die Gemeinde Rimbach mit 36 Gemeindeteilen:
  - Kirchdörfer Rattenbach und Unterrohrbach
  - Dörfer Dietring, Mitterrohrbach, Oberellbach, Rimbach, Sallach und Vogging
  - Weiler Aichet, Döding, Irlach, Kimperting, Oberrohrbach und Unterellbach
  - Einöden Albanberg, Buch, Eglsöd, Gamsenberg, Grammetsöd, Greinsberg, Grub, Hangersöd, Heckenwies, Heuwies, Hinterhag, Hochwimm, Holzhäusl, Lindgraben, Orading, Rothenhag, Schmidsberg, Sommerschneid, Spiegelreut, Starzen, Utting und Wimpersing

- Die Gemeinde Roßbach mit 66 Gemeindeteilen:
  - Pfarrdörfer Münchsdorf und Roßbach
  - Kirchdörfer Obergrafendorf und Thanndorf
  - Dörfer Dellendorf, Ehrnstorf, Esterndorf, Oberbubach, Oberlaimbach, Oberradlsbach, Osterndorf, Schmiedorf, Tabeckendorf, Untergrafendorf, Unterlaimbach, Unterradlsbach und Viehgassen
  - Weiler Asbach, Berg, Ed, Fögelsberg, Gmain, Gschaid, Haida, Haselbach, Heidersberg, Höglsberg, Kauschöd, Keföd, Kennersberg, Kölblöd, Kumpfmühl, Mainberg, Mais, Minihof, Moserholz, Öd (oberes), Öd (unteres), Pötzing, Rembach und Siegelsdorf
  - Einöden Albanöd, Bruckhäuser, Dambach, Grub, Hölldobl, Holz, Hub, Klessing, Kronwittberg, Kuffing, Leberfing, Luderbach, Oberpfaffing, Poppenwimm, Reisawimm, Roisenberg, Rudlfing, Schillöd, Schlüpfing, Schlüßlöd, Steinerskirchen, Strommeröd, Unterpfaffing, Viehhausen und Vogelbichl

- Die Gemeinde Schönau mit 53 Gemeindeteilen:
  - Pfarrdorf Schönau
  - Kirchdorf Unterzeitlarn
  - Dörfer Aicha, Bachham, Bruck, Marschalling, Oberzeitlarn, Peterskirchen und Unterhöft
  - Weiler Bergham, Brandlöd, Drahtholzen, Figling, Götzing, Heidelsberg, Heiligenberg, Holz, Kammerhub, Kleinmünchen, Ortprechting, Schlottham, Stadl, Stetten, Wammering und Wehenöd
  - Einöden Aign, Anderlöd, Attenberg, Dirnberg, Eggmühl, Eichhorn, Fiding, Fünfeich, Gaisenhausen, Gaishausen, Gaisirlach, Haselbach, Hastetten, Haunprechting, Hocheck, Höhenberg, Hopfenwiesen, Hurm, Imming, Kohlmannsöd, Pfaffing, Pitzing, Pledorf, Ritzlhub, Schachten, Voglsam, Weichselbaum und Weihern

- Die Stadt Simbach am Inn mit 129 Gemeindeteilen:
  - Hauptort Simbach am Inn
  - Pfarrdörfer Eggstetten, Erlach und Kirchberg am Inn
  - Dörfer Aign, Antersdorf, Beingarten, Derschlhof, Dietmaning, Dötling, Edmühle, Holzham, Irging, Kreuzberg, Lengdorf, Moos, Obersimbach, Steghäuser, Thalham, Waltersdorf, Wies und Winklham
  - Siedlungen Rennbahnsiedlung und Heinzelspitze
  - Weiler Aich, Beigertsham, Bötl, Brauching, Burgholz, Dattenbach, Dennersdobl, Dienersberg, Eizing, Ellersberg, Endsfelden, Ewigkeit, Fürkl, Golling, Grafussing, Gründwürm, Gutlersberg, Hinterholz, Hinteröd, Hof, Högl, Hötz, Hötzl, Hub, Kottigstelzham, Kronwitten, Matzenhof, Mooseck, Niedereck, Oberlangwied, Oberzaun, Ranzenberg, Satzenberg, Vorderbrunn, Weismühl, Wiesing und Wiesmannhäusl
  - Einöden Asenberg, Aufnberg, Bachmann, Bauhof, Berging, Binderhäusl, Buch, Dirnöd, Eben, Ebn, Ed, Ed bei Eggstetten, Engstall, Felln, Freiöd, Gansöd, Geigerhäusl, Grub bei Eggstetten, Guttersberg, Hadermann, Handobl, Harrham, Heimöd, Hirtenstein, Hofstetten, Hundsberg, Kagerbauer, Kasberg, Kollberg, Lehner, Leiten, Maierhof, March bei Eggstetten, Mitternberg, Niedernzaun, Oberdorfner, Obereck, Oberschwarzenhof, Oberweinberg, Ölmühle, Pichler, Piering, Pranzmühle, Rabing, Rampelhub, Reisl, Scheiben, Schermühle, Scheuersberg, Stadler, Steghub, Steinbruck, Steining, Stempl, Straß, Straß bei Eggstetten, Strickberg, Unterdorfner, Unterlangwied, Unterschwarzenhof, Unterweinberg, Wadenberg, Wank, Wenigstraß, Wieser, Windsberg, Wolfsegg und Würmbauer

- Die Gemeinde Stubenberg mit 70 Gemeindeteilen:
  - Pfarrdörfer Prienbach und Stubenberg
  - Dörfer Fürstberg, Roßbach und Weingarten
  - Weiler Amering, Buch, Ebertsöd, Edmaier, Gschwandt, Loh, Maierhof, Schachenthal, Schleitzenhof, Vorderelexenau, Weisleithen und Windhag
  - Einöden Adlkind, Außenkager, Außergernwallen, Bertenöd, Bildenöd, Brunndobl, Burner, Eder, Engleiten, Engshub, Freinberg, Friedlhof, Fünfeichen, Geißen, Geitenöd, Hartdobl, Haslböck, Hinterelexenau, Hinterndobl, Hocheck, Hoisweber, Hösling, Hub, Hubmühle, Innenkager, Kaltenöd, Kammerhub, Kröft, Lechner, Lehning, Lichtenburg, Mühlau, Neßling, Oberölling, Pechl, Plenkl, Pranz, Schachen, Schachendobl, Schacheneck, Scherbl, Schneiderbauer, Schwarzmühl, Seebauer, Staudach, Steinberg, Steininger, Straßen, Überacker, Ungerer, Walddobel, Würst und Zehentleiten

- Der Markt Tann mit 104 Gemeindeteilen:[4]
  - Hauptort Tann
  - Pfarrdörfer Eiberg, Walburgskirchen und Zimmern
  - Dörfer Breitenberg, Fraunleiten, Grasensee, Hiltraching und Nürnberg
  - Weiler Ameringshub, Burgstall, Dachgrub, Eichhornseck, Eilham, Felln, Giltshof, Gilzau, Haberzagl, Hirschdobl, Holzhäuser, Hörathal, Hunddorf, Hundsberg, Jetzelsberg, Kollbach, Königsöd, Kronwitten, Krottenbach, Krumgassen, Langeneck, Madlau, Mauerwinkl, Münzenhof, Osten, Pichl, Rasöd, Schachten, Schleindlsberg, Solling, Steinbach, Thal, Weizhof, Zimmerwaldhäuser und Zoglau
  - Einöden Adelsberg, Aigner, Aspöck, Bernatzöd, Biering, Damreiher, Denharten, Dorn, Dunz, Ed, Edgarten, Egglhof, Folgerberg, Forst, Forster, Furthhäusl, Gigerenz, Grub, Haag, Haghub, Hammerstall, Hannöd, Haupold, Henghub, Holzau, Holzbauer, Holzen, Inzenberg, Kalteneck, Knogl, Kreil, Leipoldsöd, Lichtened, Lichthub, Mautschneid, Mooshäusl, Nalling, Obending, Ödbinder, Ödweber, Pilgram, Reichzaun, Reith, Ritzing, Scheften, Schmidhub, Schnelling, Schüßlöd, Simhar, Simmerl, Spöck, Steig, Stieglhäusl, Stöckl, Stritzlöd, Taubengrub, Tremmelhof, Weiherhäusl, Zaun und Zoichl

- Der Markt Triftern mit 95 Gemeindeteilen:
  - Hauptort Triftern
  - Pfarrdörfer Anzenkirchen und Neukirchen
  - Kirchdorf Lengsham
  - Dörfer Furth, Geretsham, Godlsham, Gschaid, Irlham, Kauflanden, Loderham, Nuppling, Rabensham, Steinbach, Thannöd, Voglarn und Wiesing
  - Weiler Bärnsham, Berndlberg, Bruck, Brunning, Dobl, Ecking, Elsling, Figling, Frauenöd, Garham, Gindl, Gumping, Haag, Haidberg, Haselbach, Hochholz, Hoisching, Holzhäusln, Hundshaupten, Immelsham, Kagerl, Linding, Mollöd, Nalling, Niederleiten, Nupplingerau, Oberpaikertsham, Oberplaika, Oberreitzing, Osten, Pelkering, Piering, Ringfüssing, Ruhmannsaigen, Staudach, Staudenhäusl, Steinach, Thalling, Unterpaikertsham, Unterplaika, Unterreitzing, Walksham und Willing
  - Einöden Aiching, Anzenberg, Diensthub, Ed, Fichten, Gansöd, Geiselsbach, Gnadlöd, Grub, Gschwand, Hennersberg, Hochreith, Holzhäusel, Kellberg, Köblöd, Lehndobl, Loh, Mollnöd, Mühldobl, Numberg, Pechöd, Plaika, Prehof, Reslberg, Rohring, Rumpelstein, Schablöd, Thalham, Vierling, Weingold, Westen, Wilzing, Winhub, Winöd und Zieglaign

- Die Gemeinde Unterdietfurt mit 29 Gemeindeteilen:
  - Pfarrdorf Unterdietfurt
  - Kirchdörfer Huldsessen und Neuaich
  - Dörfer Attenham, Hintersarling, Mainbach, Neukirchen, Obermaisbach, Prüll, Sprinzenberg, Überackersdorf und Vordersarling
  - Weiler Ed, Habach, Handwerk, Hebersberg, Holzleiten, Kaiwimm, Kochreit, Nöhag und Waisenberg
  - Bergham, Engl, Handloh, Kag, Kreuzöd, Moser am Berg, Thal und Winichen

- Die Gemeinde Wittibreut mit 96 Gemeindeteilen:
  - Pfarrdörfer Ulbering und Wittibreut
  - Dörfer Ed, Kerneigen, Oberham, Opping, Pecheigen, Schrattenthal, Wald, Waltenham, Wiesing und Wolkertsham
  - Weiler Altersberg, Buch, Dirschberg, Dobl, Englbernöd, Friedlöd, Geisberg, Gschöd, Hartmannsberg, Hauzenberg, Hohenthann, Holzen, Hutting, Kienberg, Kriering, Laab, Lehen, Mayerhof, Rameröd, Schieferöd, Schlott, Schustersberg, Speck, Stelzenöd, Teufelseigen, Thalling, Walking, Watzenberg, Webersberg, Weichselbaum, Weiding am Wald und Wurmannsreit
  - Einöden Aiden, Biberg, Bröcklöd, Elling, Exöd, Fatzöd, Fuchseck, Geiern, Gerer, Ginham, Grasberg, Haberzagl, Haid, Hasmanning, Hochoest, Hof, Hofstetten, Höhberg, Hoirausberg, Holzmühle, Hub, Hundbalgn, Imerlsöd, Kiening, Kienmühle, Kienzling, Kothhöring, Lahning, Lofersöd, Loh, Moos, Müllersberg, Nußbaum, Piering, Pischlfing, Rampelhub, Reit, Reith, Reithas, Roiching, Schmidlehen, Schreiöd, Taubenbeck, Thal, Ungnaden, Walln, Weiding, Weißen, Weniglehen, Witzmaning, Würm und Zaun

- Der Markt Wurmannsquick mit 93 Gemeindeteilen:
  - Hauptort Wurmannsquick
  - Pfarrdörfer Hirschhorn und Rogglfing
  - Kirchdorf Martinskirchen
  - Angerstorf, Endach, Etzenberg, Grafing, Grasensee, Höllbruck, Langeneck, Lohbruck, Rigl, Steinbach und Vorleiten
  - Sonstiger Ort Kamberg
  - Weiler Aicha, Bachham, Baumgarten, Bemberg, Ed, Egelsberg, Greinhof, Grünthal, Hennthal, Hickerstall, Hinterholzen, Hub, Laimbichl, Leiten, Oberleitenbach, Oberöd, Reit, Schachten, Schilling, Schmelling, Straß, Straßhäuser, Unteröd und Ziegelhäuser
  - Einöden Berg, Brandstetten, Deimel, Demmelhub, Denharten, Dersch, Dirnaich, Ebner, Edstall, Eglsee, Eheberg, Einberg, Einöd, Etzhäusl, Freiling, Frotzenberg, Grinzing, Grünwimm, Guggenberg, Hagen, Haid, Handlöd, Heckenschneid, Hinterloh, Hubwies, Kalteneck, Karrer am Holz, Kreuzhäusl, Kronwitten, Kronwitten am Holz, Kühstetten, Lacken, Maier am Berg, Maier am Holz, Meiln, Nicklhub, Oberwidmais, Ponzaun, Pucking, Putting, Roßhub, Rottengrub, Saghub, Scherrwies, Schickenhof, Schicklhub, Triefling, Türkenbach, Unterwidmais, Vorderloh, Wolfersberg, Zaining und Zeiling

- Die Gemeinde Zeilarn mit 87 Gemeindeteilen:
  - Pfarrdorf Zeilarn
  - Kirchdörfer Gehersdorf, Gumpersdorf, Lanhofen und Schildthurn
  - Dörfer Babing, Bildsberg, Kellndorf, Mannersdorf, Oberndorf, Obertürken, Sonnertsham
  - Weiler Berger, Dambach, Gasteig, Griesmühle, Grillenhögl, Grub, Grubwies, Haid, Hasling, Hempelsberg, Holzleithen, Maisthub, Narrenham, Ofenschwarz, Pirach, Plöcking, Schallhub, Schatzlöd, Schreding, Straß, Thannenthal, Vorderau, Wiesmühle und Wolfgrub
  - Einöden Aiching, Baumgarten, Berg, Berghäusl, Binderhäusl, Brandstetten, Breitreit, Dofler, Dornlehen, Eben, Edstall, Enghasling, Feichting, Fingerer, Fixing, Frieding, Gitzelhub, Gitzelmühle, Großstraß, Haus, Hinterau, Hochwimm, Höllgrub, Kagerwies, Kleinstraß, Knogler, Kochsöd, Kohlöd, Königsöd, Köpfing, Kreimel, Lederschmid, Lehen, Lueg, Oberlehen, Passelsberg, Prehof, Rupprechtsaign, Schmiding, Schwertfelln, Speckhaus, Stockwimm, Thalreuth, Thurnöd, Waldmann, Walln, Wetzl, Wiesmühle am Türkenbach, Wimmhäusl, Zantlbauer und Zauner am Högl

## Alphabetische Liste
In Fettschrift erscheinen die Orte, die namengebend für die Gemeinde sind.

### A
- Abach zu Egglham
- Abessen zu Gangkofen
- Abshofen zu Egglham
- Ach zu Kirchdorf a.Inn
- Adelöd zu Postmünster
- Adelsberg zu Tann
- Adermann zu Arnstorf
- Adersbach zu Geratskirchen
- Adlgehring zu Pfarrkirchen
- Adlhaid zu Dietersburg
- Adlkind zu Stubenberg
- Afham zu Egglham
- Afterhausen zu Postmünster
- Afuswimm zu Eggenfelden
- Aham zu Pfarrkirchen
- Aich zu Ering
- Aich zu Gangkofen
- Aich zu Simbach a.Inn
- Aicha zu Arnstorf
- Aicha zu Bad Birnbach
- Aicha zu Schönau
- Aicha zu Wurmannsquick
- Aichbauer zu Reut
- Aichet zu Rimbach
- Aiching zu Triftern
- Aiching zu Zeilarn
- Aichner zu Eggenfelden
- Aichpoint zu Dietersburg
- Aiden zu Wittibreut
- Aign zu Arnstorf
- Aign zu Eggenfelden
- Aign zu Pfarrkirchen
- Aign zu Postmünster
- Aign zu Schönau
- Aign zu Simbach a.Inn
- Aigner zu Tann
- Aigner im Ried zu Arnstorf
- Ainlehen zu Hebertsfelden
- Aist zu Dietersburg
- Aist zu Pfarrkirchen
- Aist zu Postmünster
- Albanberg zu Rimbach
- Albanöd zu Gangkofen
- Albanöd zu Roßbach
- Alfrased zu Reut
- Altenburg zu Eggenfelden
- Altenwöhr zu Postmünster
- Altersberg zu Wittibreut
- Altersham zu Pfarrkirchen
- Altfalterer zu Reut
- Altgmain zu Falkenberg
- Altmannsberg zu Dietersburg
- Altmannskinden zu Arnstorf
- Amelgering zu Falkenberg
- Amering zu Stubenberg
- Ameringshub zu Tann
- Amersöd zu Falkenberg
- Amixlöd zu Postmünster
- Ammersdorf zu Johanniskirchen
- Ammersöd zu Geratskirchen
- Ammersreit zu Falkenberg
- Amsham zu Egglham
- Anderlöd zu Schönau
- Angerbach zu Gangkofen
- Angerstorf zu Wurmannsquick
- Antenfuß zu Reut
- Antenpoint zu Malgersdorf
- Antersdorf zu Simbach a.Inn
- Anzenberg zu Massing
- Anzenberg zu Triftern
- Anzened zu Ering
- Anzengrub zu Eggenfelden
- Anzenkirchen zu Triftern
- Apfelbach zu Johanniskirchen
- Apfelthann zu Gangkofen
- Armeding zu Kirchdorf a.Inn
- Armstetten zu Bad Birnbach
- Arnstorf
- Asang zu Postmünster
- Asbach zu Arnstorf
- Asbach zu Eggenfelden
- Asbach zu Gangkofen
- Asbach zu Malgersdorf
- Asbach zu Pfarrkirchen
- Asbach zu Roßbach
- Asbäck zu Ering
- Aschen zu Reut
- Asenberg zu Simbach a.Inn
- Asenham zu Bad Birnbach
- Asenkerschbaum zu Geratskirchen
- Asperting zu Dietersburg
- Aspöck zu Tann
- Attenberg zu Dietersburg
- Attenberg zu Schönau
- Attenberg bei Nöham zu Dietersburg
- Attenham zu Unterdietfurt
- Atzberg zu Mitterskirchen
- Atzing zu Gangkofen
- Atzing zu Kirchdorf a.Inn
- Au zu Bad Birnbach
- Au zu Bayerbach
- Au zu Eggenfelden
- Au zu Ering
- Au zu Falkenberg
- Au zu Gangkofen
- Au zu Geratskirchen
- Au zu Kirchdorf a.Inn
- Au zu Reut
- Aufnberg zu Simbach a.Inn
- Auggenthal zu Ering
- Auhof zu Hebertsfelden
- Aunham zu Bad Birnbach
- Aurolfing zu Gangkofen
- Außenkager zu Stubenberg
- Außergernwallen zu Stubenberg
- Axöd zu Eggenfelden
- Axöd-Siedlung zu Eggenfelden

↑ Zurück zum Inhaltsverzeichnis

### B
- Babing zu Zeilarn
- Bach zu Hebertsfelden
- Bach zu Postmünster
- Bacher zu Postmünster
- Bachham zu Schönau
- Bachham zu Wurmannsquick
- Bachhaus zu Ering
- Bachhub zu Dietersburg
- Bachkampel zu Eggenfelden
- Bachmann zu Simbach a.Inn
- Bad Birnbach
- Bahnzaun zu Johanniskirchen
- Baiern zu Postmünster
- Bam zu Mitterskirchen
- Bärnsham zu Triftern
- Bauhof zu Simbach a.Inn
- Baumgarten zu Arnstorf
- Baumgarten zu Dietersburg
- Baumgarten zu Gangkofen
- Baumgarten zu Postmünster
- Baumgarten zu Wurmannsquick
- Baumgarten zu Zeilarn
- Bayerbach
- Beigertsham zu Simbach a.Inn
- Beingarten zu Simbach a.Inn
- Bemberg zu Wurmannsquick
- Benk zu Pfarrkirchen
- Berg zu Dietersburg
- Berg zu Eggenfelden
- Berg zu Falkenberg
- Berg zu Kirchdorf a.Inn
- Berg zu Postmünster
- Berg zu Reut
- Berg zu Roßbach
- Berg zu Wurmannsquick
- Berg zu Zeilarn
- Berg b.Wald zu Pfarrkirchen
- Berg b.Wühr zu Pfarrkirchen
- Berger zu Zeilarn
- Bergham zu Arnstorf
- Bergham zu Dietersburg
- Bergham zu Kirchdorf a.Inn
- Bergham zu Mitterskirchen
- Bergham zu Pfarrkirchen
- Bergham zu Schönau
- Bergham zu Unterdietfurt
- Berghäusl zu Zeilarn
- Berging zu Simbach a.Inn
- Bergmeier zu Gangkofen
- Bermering zu Gangkofen
- Bernatzöd zu Tann
- Berndlberg zu Triftern
- Bernhof zu Hebertsfelden
- Bertenöd zu Stubenberg
- Bettstetten zu Geratskirchen
- Biberg zu Wittibreut
- Biedersberg zu Mitterskirchen
- Biering zu Tann
- Bildenöd zu Stubenberg
- Bildsberg zu Zeilarn
- Binamühl zu Gangkofen
- Binderberg zu Hebertsfelden
- Binderhäusl zu Simbach a.Inn
- Binderhäusl zu Zeilarn
- Birchen zu Arnstorf
- Birding zu Gangkofen
- Birkafeld zu Arnstorf
- Birkenöd zu Egglham
- Birmaier zu Ering
- Birnöd zu Dietersburg
- Blankenöd zu Gangkofen
- Bleibrunn zu Gangkofen
- Bleichenbach zu Bad Birnbach
- Bleichhäusl zu Reut
- Bleickersdorf zu Malgersdorf
- Blindenöd zu Reut
- Blindenthal zu Reut
- Blumdorf zu Arnstorf
- Blüml zu Reut
- Blumreising zu Malgersdorf
- Bockenbach zu Johanniskirchen
- Bodenöd zu Pfarrkirchen
- Böll zu Postmünster
- Bötl zu Simbach a.Inn
- Brand zu Dietersburg
- Brand zu Johanniskirchen
- Brandhub zu Falkenberg
- Brandl zu Postmünster
- Brandlöd zu Hebertsfelden
- Brandlöd zu Schönau
- Brandstatt zu Bad Birnbach
- Brandstatt a.d.Rott zu Postmünster
- Brandstatt b.Isel zu Postmünster
- Brandstetten zu Dietersburg
- Brandstetten zu Falkenberg
- Brandstetten zu Geratskirchen
- Brandstetten zu Wurmannsquick
- Brandstetten zu Zeilarn
- Brandstetten b.Reicheneibach zu Gangkofen
- Brandstetten b.St.Nikola zu Gangkofen
- Brauching zu Simbach a.Inn
- Braunsberg zu Geratskirchen
- Braunsberg zu Reut
- Breitenbach zu Dietersburg
- Breitenberg zu Tann
- Breitendorf zu Geratskirchen
- Breitenöd zu Dietersburg
- Breitreit zu Zeilarn
- Brenn zu Postmünster
- Bröcklöd zu Wittibreut
- Brombach zu Bad Birnbach
- Bromberg zu Falkenberg
- Bruck zu Eggenfelden
- Bruck zu Gangkofen
- Bruck zu Postmünster
- Bruck zu Schönau
- Bruck zu Triftern
- Bruckbach zu Arnstorf
- Bruckbach zu Dietersburg
- Bruckhäuser zu Eggenfelden
- Bruckhäuser zu Roßbach
- Brückl zu Gangkofen
- Bruckmühl zu Julbach
- Bruckmühle zu Arnstorf
- Bruckthal zu Reut
- Bruderöd zu Dietersburg
- Brumm zu Massing
- Bründl zu Ering
- Brunnbauer zu Ering
- Brunndobl zu Bad Birnbach
- Brunndobl zu Johanniskirchen
- Brunndobl zu Stubenberg
- Brunnhäusl zu Hebertsfelden
- Brunning zu Falkenberg
- Brunning zu Triftern
- Brunnöd zu Pfarrkirchen
- Brunnthal zu Reut
- Bubenöd zu Gangkofen
- Buch zu Dietersburg
- Buch zu Julbach
- Buch zu Rimbach
- Buch zu Simbach a.Inn
- Buch zu Stubenberg
- Buch zu Wittibreut
- Buchberg zu Gangkofen
- Buchberg zu Reut
- Büchel zu Mitterskirchen
- Büchl zu Dietersburg
- Büchl zu Ering
- Buchner zu Eggenfelden
- Bürch zu Postmünster
- Bürchen zu Falkenberg
- Burg zu Hebertsfelden
- Burgerfeld zu Arnstorf
- Burgholz zu Hebertsfelden
- Burgholz zu Simbach a.Inn
- Burgmair zu Falkenberg
- Burgstall zu Tann
- Burner zu Stubenberg
- Butzenbach zu Gangkofen

↑ Zurück zum Inhaltsverzeichnis

### C
- Christanger

### D
- Dachgrub zu Tann
- Dachsberg zu Bad Birnbach
- Dachsberg zu Mitterskirchen
- Dachsberg zu Postmünster
- Dachsbergau zu Bad Birnbach
- Daimhäuseln zu Arnstorf
- Dambach zu Roßbach
- Dambach zu Zeilarn
- Damreiher zu Tann
- Danninger zu Ering
- Dannschachten zu Johanniskirchen
- Danten zu Dietersburg
- Dattenbach zu Simbach a.Inn
- Deckstatt zu Geratskirchen
- Degernbach zu Pfarrkirchen
- Deimel zu Wurmannsquick
- Deindorf zu Kirchdorf a.Inn
- Deingrub zu Gangkofen
- Dellendorf zu Roßbach
- Dellern zu Dietersburg
- Delzöd zu Hebertsfelden
- Demmelhub zu Wurmannsquick
- Denharten zu Tann
- Denharten zu Wurmannsquick
- Dennersdobl zu Simbach a.Inn
- Dersch zu Wurmannsquick
- Derschlhof zu Simbach a.Inn
- Dienersberg zu Simbach a.Inn
- Diensthub zu Triftern
- Diepold zu Postmünster
- Diepolting zu Pfarrkirchen
- Diepoltsberg zu Falkenberg
- Diepoltskirchen zu Falkenberg
- Dietersburg
- Dietmaning zu Simbach a.Inn
- Dietraching zu Eggenfelden
- Dietring zu Rimbach
- Dingelsberg zu Arnstorf
- Dirnaich zu Gangkofen
- Dirnaich zu Wurmannsquick
- Dirnberg zu Schönau
- Dirnhub zu Postmünster
- Dirnöd zu Simbach a.Inn
- Dirschberg zu Wittibreut
- Dobl zu Bayerbach
- Dobl zu Postmünster
- Dobl zu Triftern
- Dobl zu Wittibreut
- Doblham zu Bad Birnbach
- Döding zu Rimbach
- Dofler zu Zeilarn
- Dorf zu Ering
- Dörfl zu Gangkofen
- Dorn zu Tann
- Dornlehen zu Zeilarn
- Dötling zu Simbach a.Inn
- Döttenau zu Arnstorf
- Döttenau zu Falkenberg
- Döttenberg zu Arnstorf
- Drahtholzen zu Schönau
- Drittenbrei zu Eggenfelden
- Dulding zu Pfarrkirchen
- Dummeldorf zu Johanniskirchen
- Dunz zu Tann
- Duröd zu Dietersburg
- Dürrwimm zu Eggenfelden

↑ Zurück zum Inhaltsverzeichnis

### E
- Eben zu Simbach a.Inn
- Eben zu Zeilarn
- Ebenhof zu Dietersburg
- Ebenhof zu Reut
- Ebertsöd zu Stubenberg
- Ebn zu Simbach a.Inn
- Ebner zu Wurmannsquick
- Eck zu Arnstorf
- Ecken zu Gangkofen
- Ecken zu Kirchdorf a.Inn
- Ecking zu Triftern
- Ecklöd zu Massing
- Ed zu Arnstorf
- Ed zu Dietersburg
- Ed zu Falkenberg
- Ed zu Postmünster
- Ed zu Roßbach
- Ed zu Simbach a.Inn
- Ed zu Tann
- Ed zu Triftern
- Ed zu Unterdietfurt
- Ed zu Wittibreut
- Ed zu Wurmannsquick
- Ed am Berg zu Postmünster
- Ed am Wald zu Dietersburg
- Ed bei Eggstetten zu Simbach a.Inn
- Ed bei Kirn zu Ering
- Ed bei Münchham zu Ering
- Edeneibach zu Gangkofen
- Edenkatzbach zu Gangkofen
- Eder zu Hebertsfelden
- Eder zu Stubenberg
- Eder vorm Wald zu Eggenfelden
- Edermanning zu Reut
- Edfurt zu Postmünster
- Edgarten zu Gangkofen
- Edgarten zu Tann
- Edhof zu Hebertsfelden
- Edholzen zu Postmünster
- Edmaier zu Stubenberg
- Edmertsee zu Eggenfelden
- Edmühle zu Bad Birnbach
- Edmühle zu Simbach a.Inn
- Edstall zu Wurmannsquick
- Edstall zu Zeilarn
- Egelsberg zu Wurmannsquick
- Eggenfelden
- Eggerding zu Falkenberg
- Eggersbach zu Mitterskirchen
- Eggersdorf zu Johanniskirchen
- Egging zu Reut
- Egglham
- Egglhof zu Tann
- Eggmühl zu Schönau
- Eggstetten zu Simbach a.Inn
- Eglgeßing zu Bad Birnbach
- Eglsee zu Ering
- Eglsee zu Wurmannsquick
- Eglsöd zu Rimbach
- Eham zu Postmünster
- Eheberg zu Wurmannsquick
- Ehrnstorf zu Roßbach
- Eiberg zu Tann
- Eichhorn zu Schönau
- Eichhornseck zu Tann
- Eilham zu Tann
- Einbach zu Pfarrkirchen
- Einberg zu Wurmannsquick
- Einöd zu Wurmannsquick
- Einpoint zu Dietersburg
- Eiselstorf zu Arnstorf
- Eisenreut zu Dietersburg
- Eitting zu Dietersburg
- Eitzenham zu Dietersburg
- Eizing zu Simbach a.Inn
- Eklhub zu Hebertsfelden
- Ellersberg zu Simbach a.Inn
- Elling zu Massing
- Elling zu Wittibreut
- Elpersdorf zu Falkenberg
- Elsenberg zu Gangkofen
- Elsling zu Triftern
- Embach zu Malgersdorf
- Emmersdorf zu Johanniskirchen
- Endach zu Wurmannsquick
- Endsfelden zu Simbach a.Inn
- Engberg zu Postmünster
- Engersdorf zu Gangkofen
- Engersöd zu Malgersdorf
- Enghasling zu Zeilarn
- Enghub zu Postmünster
- Engl zu Unterdietfurt
- Englbernöd zu Wittibreut
- Engleiten zu Stubenberg
- Englschall zu Reut
- Engmühle zu Postmünster
- Engshub zu Stubenberg
- Engstall zu Simbach a.Inn
- Entholz zu Ering
- Eppen zu Gangkofen
- Ering
- Erlach zu Simbach a.Inn
- Erlat zu Ering
- Erlbach zu Johanniskirchen
- Ermannsreit zu Mitterskirchen
- Ernegg zu Ering
- Ernstling zu Dietersburg
- Erperting zu Dietersburg
- Eselberg zu Gangkofen
- Esterndorf zu Roßbach
- Etzelsbach zu Postmünster
- Etzenberg zu Wurmannsquick
- Etzhäusl zu Reut
- Etzhäusl zu Wurmannsquick
- Ewigkeit zu Simbach a.Inn
- Exöd zu Wittibreut

↑ Zurück zum Inhaltsverzeichnis

### F
- Fabach zu Johanniskirchen
- Faberöd zu Bad Birnbach
- Falkenberg
- Falkerding zu Arnstorf
- Falterer zu Eggenfelden
- Faltermeier zu Hebertsfelden
- Fasselsberg zu Postmünster
- Fatzöd zu Gangkofen
- Fatzöd zu Wittibreut
- Faulkäs zu Hebertsfelden
- Fäustlinger zu Eggenfelden
- Fechten zu Postmünster
- Federlehen zu Postmünster
- Federling zu Postmünster
- Fehring zu Reut
- Feichten zu Hebertsfelden
- Feichten zu Reut
- Feichtgrub zu Geratskirchen
- Feichting zu Zeilarn
- Feiern zu Pfarrkirchen
- Feitshof zu Hebertsfelden
- Feld zu Gangkofen
- Felln zu Simbach a.Inn
- Felln zu Tann
- Femberg zu Massing
- Ferlin zu Hebertsfelden
- Fernbirchen zu Arnstorf
- Fichten zu Triftern
- Fiding zu Schönau
- Figling zu Schönau
- Figling zu Triftern
- Fingerer zu Zeilarn
- Finsterhub zu Reut
- Fischerwimm zu Postmünster
- Fischgartl zu Hebertsfelden
- Fixing zu Zeilarn
- Fletzl zu Dietersburg
- Flexöd zu Gangkofen
- Florl zu Dietersburg
- Fögelsberg zu Roßbach
- Folgerberg zu Tann
- Forst zu Gangkofen
- Forst zu Tann
- Forster zu Hebertsfelden
- Forster zu Postmünster
- Forster zu Tann
- Forstlehen zu Hebertsfelden
- Frank zu Ering
- Frauenöd zu Dietersburg
- Frauenöd zu Triftern
- Frauentödling zu Egglham
- Fraundorf zu Egglham
- Fraundorf zu Mitterskirchen
- Fraunhofen zu Eggenfelden
- Fraunleiten zu Tann
- Freilas zu Dietersburg
- Freiling zu Bad Birnbach
- Freiling zu Gangkofen
- Freiling zu Hebertsfelden
- Freiling zu Wurmannsquick
- Freinberg zu Stubenberg
- Freineck zu Geratskirchen
- Freiöd zu Simbach a.Inn
- Freising zu Arnstorf
- Freiung zu Eggenfelden
- Freiung zu Hebertsfelden
- Frieberting zu Dietersburg
- Frieding zu Zeilarn
- Friedlhof zu Stubenberg
- Friedlöd zu Wittibreut
- Frotzenberg zu Wurmannsquick
- Fuchsberg zu Eggenfelden
- Fuchsberg zu Gangkofen
- Fuchseck zu Wittibreut
- Fuchsgrub zu Postmünster
- Fuchsmühle zu Eggenfelden
- Fünfeich zu Schönau
- Fünfeichen zu Stubenberg
- Fünfleiten zu Falkenberg
- Fürkl zu Simbach a.Inn
- Fürstberg zu Postmünster
- Fürstberg zu Stubenberg
- Fürstberg bei Neuhofen zu Postmünster
- Furth zu Dietersburg
- Furth zu Falkenberg
- Furth zu Hebertsfelden
- Furth zu Triftern
- Furthhäusl zu Tann
- Furtschneid zu Arnstorf
- Fußöd zu Eggenfelden
- Fußöd zu Gangkofen

↑ Zurück zum Inhaltsverzeichnis

### G
- Gaisberg zu Eggenfelden
- Gaisberg zu Reut
- Gaisenhausen zu Schönau
- Gaishausen zu Schönau
- Gaisirlach zu Schönau
- Gaiswimm zu Arnstorf
- Galgenberg zu Pfarrkirchen
- Gall zu Eggenfelden
- Galleck zu Malgersdorf
- Gallhub zu Hebertsfelden
- Gambach zu Postmünster
- Gamsenberg zu Rimbach
- Gangerbauer zu Postmünster
- Gangkofen
- Ganglöd zu Dietersburg
- Gansöd zu Simbach a.Inn
- Gansöd zu Triftern
- Garham zu Triftern
- Garneck zu Reut
- Garten zu Geratskirchen
- Gartenöd zu Arnstorf
- Gartlberg zu Pfarrkirchen
- Gaßlsberg zu Hebertsfelden
- Gasteig zu Zeilarn
- Gattersteig zu Gangkofen
- Gehersdorf zu Zeilarn
- Gehring zu Pfarrkirchen
- Geiern zu Postmünster
- Geiern zu Wittibreut
- Geiersberg zu Arnstorf
- Geiersberg zu Falkenberg
- Geiersberg zu Pfarrkirchen
- Geiger zu Reut
- Geigerhäusl zu Simbach a.Inn
- Geiging zu Gangkofen
- Geisberg zu Wittibreut
- Geiselberg zu Gangkofen
- Geiselsbach zu Triftern
- Geiselsdorf zu Arnstorf
- Geislöd zu Postmünster
- Geißen zu Stubenberg
- Geitenöd zu Stubenberg
- Geiwagn zu Reut
- Gengham zu Gangkofen
- Gensleiten zu Reut
- Geratsberg zu Geratskirchen
- Geratsdorf zu Massing
- Geratskirchen
- Gerbersdorf zu Johanniskirchen
- Gerer zu Wittibreut
- Geretsham zu Triftern
- Gerlstetten zu Arnstorf
- Gern zu Eggenfelden
- Gerwalln zu Ering
- Gfehret zu Dietersburg
- Gfürt zu Eggenfelden
- Gietzering zu Johanniskirchen
- Gigerenz zu Tann
- Gigeröd zu Bad Birnbach
- Gigglberg zu Massing
- Giglberg zu Eggenfelden
- Gigler zu Bad Birnbach
- Giglöd zu Gangkofen
- Gillöd zu Bad Birnbach
- Giltshof zu Tann
- Gilzau zu Tann
- Gindering zu Gangkofen
- Gindl zu Triftern
- Ginham zu Wittibreut
- Gitzelhub zu Zeilarn
- Gitzelmühle zu Zeilarn
- Glatzöd zu Hebertsfelden
- Gmain zu Falkenberg
- Gmain zu Roßbach
- Gmainbauer zu Falkenberg
- Gmainjodl zu Falkenberg
- Gnadenöd zu Hebertsfelden
- Gnadlöd zu Triftern
- Godlsham zu Triftern
- Goldbrunn zu Falkenberg
- Goldbrunn zu Gangkofen
- Goldsberg zu Postmünster
- Gollerbach zu Hebertsfelden
- Gollerbach zu Postmünster
- Golling zu Simbach a.Inn
- Gölling zu Postmünster
- Gopping zu Egglham
- Göppl zu Reut
- Gottholbing zu Massing
- Götzing zu Schönau
- Graben zu Dietersburg
- Grafendorf zu Arnstorf
- Grafing zu Wurmannsquick
- Grafussing zu Simbach a.Inn
- Grammelsberg zu Gangkofen
- Grammetsöd zu Rimbach
- Gras zu Eggenfelden
- Grasberg zu Wittibreut
- Grasensee zu Tann
- Grasensee zu Wurmannsquick
- Greinhof zu Wurmannsquick
- Greinsberg zu Rimbach
- Greßfurt zu Falkenberg
- Gries zu Bad Birnbach
- Gries zu Ering
- Griesberg zu Pfarrkirchen
- Griesdobl zu Pfarrkirchen
- Griesmühle zu Zeilarn
- Grießer zu Ering
- Griffl zu Hebertsfelden
- Grillenhögl zu Zeilarn
- Grinzing zu Wurmannsquick
- Großeggenberg zu Geratskirchen
- Großkag zu Hebertsfelden
- Großkay zu Falkenberg
- Großölbrunn zu Reut
- Großschnail zu Postmünster
- Großstraß zu Zeilarn
- Großwies zu Hebertsfelden
- Großwimm zu Malgersdorf
- Grottham zu Bad Birnbach
- Grub zu Arnstorf
- Grub zu Bad Birnbach
- Grub zu Dietersburg
- Grub zu Hebertsfelden
- Grub zu Pfarrkirchen
- Grub zu Rimbach
- Grub zu Roßbach
- Grub zu Tann
- Grub zu Triftern
- Grub zu Zeilarn
- Grub bei Eggstetten zu Simbach a.Inn
- Grub bei Kirn zu Ering
- Grub bei Obertrennbach zu Gangkofen
- Grub bei Reicheneibach zu Gangkofen
- Grub bei Reuth zu Egglham
- Grub bei Sankt Anna zu Ering
- Gruber zu Bad Birnbach
- Gruber zu Gangkofen
- Grübl zu Postmünster
- Grubunterthanet zu Bad Birnbach
- Grubwies zu Zeilarn
- Gründwürm zu Simbach a.Inn
- Grünhag zu Massing
- Grünthal zu Wurmannsquick
- Grünwimm zu Wurmannsquick
- Gschaid zu Dietersburg
- Gschaid zu Postmünster
- Gschaid zu Roßbach
- Gschaid zu Triftern
- Gschaidmaier zu Hebertsfelden
- Gschnaid zu Ering
- Gschöd zu Wittibreut
- Gschwand zu Triftern
- Gschwandt zu Stubenberg
- Gschwend zu Eggenfelden
- Gschwend zu Pfarrkirchen
- Gstatt zu Dietersburg
- Gstatten zu Kirchdorf a.Inn
- Gstockert zu Dietersburg
- Gstockert zu Pfarrkirchen
- Guggenberg zu Wurmannsquick
- Guglmucken zu Falkenberg
- Gumpersdorf zu Zeilarn
- Gumping zu Triftern
- Gunderding zu Dietersburg
- Gunzen zu Massing
- Guteneck zu Johanniskirchen
- Gutenöd zu Postmünster
- Gutlersberg zu Simbach a.Inn
- Gutmann zu Dietersburg
- Guttersberg zu Simbach a.Inn

↑ Zurück zum Inhaltsverzeichnis

### H
- Haag zu Egglham
- Haag zu Massing
- Haag zu Tann
- Haag zu Triftern
- Haargassen zu Mitterskirchen
- Habach zu Johanniskirchen
- Habach zu Unterdietfurt
- Haberbach zu Pfarrkirchen
- Haberling zu Bad Birnbach
- Habersbrunn zu Arnstorf
- Haberzagl zu Tann
- Haberzagl zu Wittibreut
- Haböd zu Pfarrkirchen
- Hackenberg zu Gangkofen
- Hadermann zu Simbach a.Inn
- Hafenöd zu Arnstorf
- Hafenöd zu Dietersburg
- Hafenöd zu Reut
- Hag zu Arnstorf
- Hag zu Postmünster
- Hagen zu Wurmannsquick
- Hagenöd zu Dietersburg
- Haghub zu Reut
- Haghub zu Tann
- Hagn zu Bad Birnbach
- Hahnenkamm zu Dietersburg
- Hahnöd zu Bad Birnbach
- Haibach zu Johanniskirchen
- Haid zu Reut
- Haid zu Wittibreut
- Haid zu Wurmannsquick
- Haid zu Zeilarn
- Haida zu Roßbach
- Haidberg zu Triftern
- Haiden zu Egglham
- Haidendorf zu Johanniskirchen
- Haidprechting zu Dietersburg
- Haidvolk zu Ering
- Hainberg zu Arnstorf
- Hainthal zu Bad Birnbach
- Halmlehen zu Ering
- Hamanöd zu Dietersburg
- Hamersberg zu Reut
- Hammersbach zu Mitterskirchen
- Hammersberg zu Reut
- Hammerstall zu Tann
- Handlmoos zu Hebertsfelden
- Handlöd zu Wurmannsquick
- Handloh zu Unterdietfurt
- Handobl zu Simbach a.Inn
- Handorf zu Hebertsfelden
- Handwerk zu Unterdietfurt
- Haneck zu Geratskirchen
- Hangersöd zu Rimbach
- Hangetlehen zu Postmünster
- Hänghub zu Eggenfelden
- Hanneck zu Massing
- Hannöd zu Tann
- Hanöd zu Pfarrkirchen
- Hansöd zu Postmünster
- Harbach zu Massing
- Hardt zu Ering
- Harpeding zu Geratskirchen
- Harrham zu Simbach a.Inn
- Hart zu Julbach
- Hart zu Kirchdorf a.Inn
- Hartdobl zu Stubenberg
- Hartlwimm zu Eggenfelden
- Hartmannsberg zu Wittibreut
- Hartmannsöd zu Dietersburg
- Haselbach zu Roßbach
- Haselbach zu Schönau
- Haselbach zu Triftern
- Haselthann zu Gangkofen
- Hasenberg zu Bad Birnbach
- Hasenöd zu Egglham
- Hasenöd zu Postmünster
- Haslach zu Massing
- Haslböck zu Stubenberg
- Hasleck zu Hebertsfelden
- Haslhub zu Hebertsfelden
- Hasling zu Dietersburg
- Hasling zu Zeilarn
- Hasmanning zu Wittibreut
- Hastetten zu Schönau
- Haunberg zu Dietersburg
- Haunprechting zu Schönau
- Haupold zu Tann
- Haus zu Eggenfelden
- Haus zu Zeilarn
- Hausbeck zu Hebertsfelden
- Hausleiten zu Falkenberg
- Hausmanning zu Hebertsfelden
- Hausrucking zu Dietersburg
- Hausschwendt zu Egglham
- Hauzenberg zu Wittibreut
- Hebersberg zu Unterdietfurt
- Heberting zu Massing
- Hebertsfelden
- Hebertsfelden-Bahnhof zu Hebertsfelden
- Heck zu Gangkofen
- Heckengrub zu Eggenfelden
- Heckenschneid zu Wurmannsquick
- Heckenwies zu Rimbach
- Heckenwimm zu Massing
- Heiblhub zu Postmünster
- Heideck zu Mitterskirchen
- Heidelsberg zu Schönau
- Heidersberg zu Roßbach
- Heiligenberg zu Schönau
- Heiligenbrunn zu Gangkofen
- Heiligenstadt zu Gangkofen
- Heilmfurt zu Malgersdorf
- Heimöd zu Simbach a.Inn
- Heinrichsberg zu Massing
- Heinzing zu Falkenberg
- Heiß zu Dietersburg
- Heißen zu Arnstorf
- Heißenhub zu Arnstorf
- Heißprechting zu Falkenberg
- Heitzing zu Ering
- Heizbach zu Geratskirchen
- Hempelsberg zu Zeilarn
- Henghub zu Ering
- Henghub zu Tann
- Henglberg zu Postmünster
- Hengsberg zu Egglham
- Hennersberg zu Reut
- Hennersberg zu Triftern
- Henning zu Arnstorf
- Hennthal zu Bad Birnbach
- Hennthal zu Wurmannsquick
- Hermannsöd zu Gangkofen
- Hermannsreut zu Geratskirchen
- Herrndobl zu Egglham
- Herrnholz zu Geratskirchen
- Herrnthann zu Massing
- Hetzenberg zu Eggenfelden
- Heuwies zu Falkenberg
- Heuwies zu Rimbach
- Hickerstall zu Wurmannsquick
- Hieb zu Postmünster
- Hiebl zu Falkenberg
- Hiendling zu Ering
- Hiendlöd zu Massing
- Hiening zu Dietersburg
- Hierzing zu Massing
- Hilbing zu Malgersdorf
- Hiltelsberg zu Geratskirchen
- Hiltraching zu Tann
- Hinten zu Postmünster
- Hinteraichberg zu Hebertsfelden
- Hinterau zu Zeilarn
- Hinterburg zu Hebertsfelden
- Hinterelexenau zu Stubenberg
- Hintergausberg zu Massing
- Hintergindering zu Gangkofen
- Hinterhag zu Rimbach
- Hinterhöll zu Eggenfelden
- Hinterholz zu Simbach a.Inn
- Hinterholzen zu Arnstorf
- Hinterholzen zu Falkenberg
- Hinterholzen zu Wurmannsquick
- Hinterkauf zu Dietersburg
- Hinterleiten zu Ering
- Hinterleithen zu Pfarrkirchen
- Hinterloh zu Wurmannsquick
- Hinternberg zu Reut
- Hinterndobl zu Stubenberg
- Hinteröd zu Arnstorf
- Hinteröd zu Postmünster
- Hinteröd zu Simbach a.Inn
- Hinterreisach zu Gangkofen
- Hintersarling zu Unterdietfurt
- Hinterwimm zu Geratskirchen
- Hinterwimm zu Massing
- Hinzing zu Gangkofen
- Hirschbach zu Bad Birnbach
- Hirschdobl zu Tann
- Hirschhorn zu Wurmannsquick
- Hirtenstein zu Simbach a.Inn
- Hirtl zu Mitterskirchen
- Hitzenau zu Kirchdorf a.Inn
- Hochaich zu Egglham
- Hocheck zu Schönau
- Hocheck zu Stubenberg
- Hochholding zu Massing
- Hochholz zu Triftern
- Hochholzen zu Falkenberg
- Hochoest zu Wittibreut
- Hochreith zu Triftern
- Hochreut zu Ering
- Hochstein zu Ering
- Hochwimm zu Arnstorf
- Hochwimm zu Eggenfelden
- Hochwimm zu Gangkofen
- Hochwimm zu Rimbach
- Hochwimm zu Zeilarn
- Höckberg zu Pfarrkirchen
- Hödl zu Arnstorf
- Hof zu Arnstorf
- Hof zu Ering
- Hof zu Postmünster
- Hof zu Simbach a.Inn
- Hof zu Wittibreut
- Hofau zu Mitterskirchen
- Hofer zu Bad Birnbach
- Hofing zu Postmünster
- Hofmannsöd zu Dietersburg
- Hofreuth zu Egglham
- Hofroth zu Pfarrkirchen
- Hofstetten zu Dietersburg
- Hofstetten zu Falkenberg
- Hofstetten zu Malgersdorf
- Hofstetten zu Simbach a.Inn
- Hofstetten zu Wittibreut
- Hofwimm zu Gangkofen
- Högl zu Hebertsfelden
- Högl zu Simbach a.Inn
- Höglsberg zu Roßbach
- Höhberg zu Wittibreut
- Höhenberg zu Dietersburg
- Höhenberg zu Schönau
- Hoheneichberg zu Arnstorf
- Hohenlin zu Postmünster
- Hohenöd zu Dietersburg
- Hohenthann zu Wittibreut
- Höhhaus zu Gangkofen
- Hoibach zu Egglham
- Hoirausberg zu Wittibreut
- Hoisberg zu Egglham
- Hoisching zu Triftern
- Hoisweber zu Stubenberg
- Höll zu Bad Birnbach
- Höll zu Eggenfelden
- Höllbruck zu Wurmannsquick
- Hölldobl zu Roßbach
- Höllerthal zu Falkenberg
- Höllgrub zu Zeilarn
- Hollkronöd zu Hebertsfelden
- Höllmühl zu Hebertsfelden
- Höllnöd zu Dietersburg
- Hölsbrunn zu Gangkofen
- Holz zu Arnstorf
- Holz zu Egglham
- Holz zu Hebertsfelden
- Holz zu Roßbach
- Holz zu Schönau
- Holzapfel zu Hebertsfelden
- Holzau zu Tann
- Holzbauer zu Tann
- Holzbruck zu Eggenfelden
- Holzen zu Arnstorf
- Holzen zu Geratskirchen
- Holzen zu Julbach
- Holzen zu Pfarrkirchen
- Holzen zu Postmünster
- Holzen zu Tann
- Holzen zu Wittibreut
- Holzgrub zu Hebertsfelden
- Holzgrund zu Hebertsfelden
- Holzham zu Arnstorf
- Holzham zu Bayerbach
- Holzham zu Mitterskirchen
- Holzham zu Simbach a.Inn
- Holzhamm zu Hebertsfelden
- Holzhäusel zu Triftern
- Holzhäuseln zu Arnstorf
- Holzhäuseln zu Eggenfelden
- Holzhäuseln zu Gangkofen
- Holzhäuseln zu Hebertsfelden
- Holzhäuser zu Bad Birnbach
- Holzhäuser zu Egglham
- Holzhäuser zu Geratskirchen
- Holzhäuser zu Tann
- Holzhäusl zu Rimbach
- Holzhäusln zu Triftern
- Holzkeller zu Eggenfelden
- Hölzlberg zu Bad Birnbach
- Holzlehen zu Massing
- Holzleiten zu Pfarrkirchen
- Holzleiten zu Unterdietfurt
- Holzleithen zu Zeilarn
- Hölzlhub zu Pfarrkirchen
- Holzlucken zu Massing
- Holzmann zu Arnstorf
- Holzmannhäuser zu Bad Birnbach
- Holzmühle zu Wittibreut
- Holzner zu Eggenfelden
- Holzreit zu Gangkofen
- Holzschachten zu Eggenfelden
- Holzweber zu Arnstorf
- Holzweber zu Dietersburg
- Holzwoferl zu Gangkofen
- Hopfenwiesen zu Schönau
- Hopfloh zu Gangkofen
- Hopper zu Dietersburg
- Horading zu Falkenberg
- Hörathal zu Reut
- Hörathal zu Tann
- Höring zu Pfarrkirchen
- Hörmannsöd zu Pfarrkirchen
- Hösling zu Stubenberg
- Hötz zu Simbach a.Inn
- Hötzl zu Simbach a.Inn
- Hötzlsberg zu Dietersburg
- Hub zu Eggenfelden
- Hub zu Gangkofen
- Hub zu Reut
- Hub zu Roßbach
- Hub zu Simbach a.Inn
- Hub zu Stubenberg
- Hub zu Wittibreut
- Hub zu Wurmannsquick
- Hubmühle zu Stubenberg
- Hubwies zu Wurmannsquick
- Huckenham zu Bayerbach
- Huldsessen zu Unterdietfurt
- Hummelsberg zu Mitterskirchen
- Hundbalgn zu Wittibreut
- Hunddorf zu Tann
- Hundsberg zu Simbach a.Inn
- Hundsberg zu Tann
- Hundshaupten zu Triftern
- Hurm zu Schönau
- Hurnaus zu Reut
- Huttenkofen zu Gangkofen
- Hutting zu Wittibreut

↑ Zurück zum Inhaltsverzeichnis

### I
- Imerlsöd zu Wittibreut
- Immelsham zu Triftern
- Imming zu Schönau
- Innenkager zu Stubenberg
- Inzenberg zu Tann
- Irging zu Simbach a.Inn
- Irlach zu Gangkofen
- Irlach zu Malgersdorf
- Irlach zu Rimbach
- Irlham zu Triftern
- Irlsbach zu Postmünster
- Isel zu Postmünster

↑ Zurück zum Inhaltsverzeichnis

### J
- Jägerndorf zu Arnstorf
- Jetzelsberg zu Tann
- Jetzing zu Ering
- Jetzlleiten zu Ering
- Johanniskirchen
- Julbach
- Jungmeier zu Ering

↑ Zurück zum Inhaltsverzeichnis

### K
- Kag zu Unterdietfurt
- Kager zu Bad Birnbach
- Kager zu Gangkofen
- Kagerbauer zu Simbach a.Inn
- Kagerl zu Triftern
- Kagern zu Eggenfelden
- Kagerwies zu Zeilarn
- Kainerding zu Bayerbach
- Kainz zu Dietersburg
- Kainzdobl zu Egglham
- Kainzl zu Hebertsfelden
- Kaismühle zu Postmünster
- Kaiwimm zu Unterdietfurt
- Kalham zu Egglham
- Kaltenberg zu Hebertsfelden
- Kalteneck zu Tann
- Kalteneck zu Wurmannsquick
- Kaltenöd zu Stubenberg
- Kamberg zu Wurmannsquick
- Kammerhub zu Schönau
- Kammerhub zu Stubenberg
- Kampelsberg zu Eggenfelden
- Kapfing zu Arnstorf
- Karlsweiler zu Johanniskirchen
- Karrer am Holz zu Wurmannsquick
- Kasberg zu Simbach a.Inn
- Käsberg zu Hebertsfelden
- Kaspersbach zu Eggenfelden
- Kasten zu Falkenberg
- Kastenberg zu Eggenfelden
- Kastengrub zu Mitterskirchen
- Kattenberg zu Arnstorf
- Käufl zu Eggenfelden
- Kauflanden zu Triftern
- Kaufreut zu Ering
- Kauschöd zu Roßbach
- Keföd zu Roßbach
- Keilroßbach zu Massing
- Kelchham zu Pfarrkirchen
- Kellberg zu Triftern
- Kellerhaus zu Arnstorf
- Kellndorf zu Zeilarn
- Kemathen zu Arnstorf
- Kennersberg zu Roßbach
- Kenoden zu Malgersdorf
- Kerneigen zu Wittibreut
- Kieferling zu Bad Birnbach
- Kienbach zu Postmünster
- Kienberg zu Wittibreut
- Kiening zu Wittibreut
- Kienmühle zu Wittibreut
- Kienzling zu Wittibreut
- Kieswimm zu Massing
- Kigl zu Postmünster
- Kimperting zu Rimbach
- Kindham zu Egglham
- Kindlbach zu Bayerbach
- Kinten zu Bad Birnbach
- Kirchberg zu Bad Birnbach
- Kirchberg zu Eggenfelden
- Kirchberg am Inn zu Simbach a.Inn
- Kirchdorf a.Inn
- Kirchholzen zu Mitterskirchen
- Kirn zu Ering
- Klebing zu Reut
- Kleeham zu Eggenfelden
- Kleineggenberg zu Geratskirchen
- Kleingmain zu Eggenfelden
- Kleinkag zu Hebertsfelden
- Kleinkay zu Hebertsfelden
- Kleinmünchen zu Schönau
- Kleinölbrunn zu Reut
- Kleinschnail zu Postmünster
- Kleinstraß zu Zeilarn
- Kleinwies zu Hebertsfelden
- Kleinwimm zu Malgersdorf
- Klessing zu Roßbach
- Kletzl zu Ering
- Klingenberg zu Malgersdorf
- Klinger zu Hebertsfelden
- Kloberg zu Arnstorf
- Klöbl zu Reut
- Klohub zu Eggenfelden
- Klorberg zu Gangkofen
- Knockenthal zu Arnstorf
- Knogl zu Reut
- Knogl zu Tann
- Knogler zu Zeilarn
- Kobl bei Nutzbach zu Gangkofen
- Kobl bei Reicheneibach zu Gangkofen
- Köblöd zu Triftern
- Kochlehen zu Hebertsfelden
- Kochreit zu Unterdietfurt
- Kochsöd zu Zeilarn
- Kogl zu Postmünster
- Kogl zu Dietersburg
- Kohlleiten zu Ering
- Kohlmannsöd zu Schönau
- Kohlöd zu Zeilarn
- Kohlstorf zu Arnstorf
- Kolbeck zu Gangkofen
- Kölberg zu Dietersburg
- Kölblöd zu Roßbach
- Kollbach zu Gangkofen
- Kollbach zu Malgersdorf
- Kollbach zu Tann
- Kollbeck zu Hebertsfelden
- Kollberg zu Julbach
- Kollberg zu Simbach a.Inn
- Kollersaich zu Massing
- Kollersberg zu Eggenfelden
- Kollomann zu Hebertsfelden
- Kolmöd zu Arnstorf
- Königshub zu Geratskirchen
- Königsöd zu Eggenfelden
- Königsöd zu Tann
- Königsöd zu Zeilarn
- Köpfertsöd zu Bad Birnbach
- Köpfing zu Zeilarn
- Köpfsöd zu Dietersburg
- Koppenöd zu Postmünster
- Kornöd zu Arnstorf
- Kornöd zu Dietersburg
- Kos zu Ering
- Kothhöring zu Wittibreut
- Kottenöd zu Gangkofen
- Kottigstelzham zu Simbach a.Inn
- Kraham zu Johanniskirchen
- Kramlehen zu Hebertsfelden
- Krampl zu Postmünster
- Krandsberg zu Mitterskirchen
- Kranzlhub zu Hebertsfelden
- Krapfenberg zu Hebertsfelden
- Kräuterl zu Postmünster
- Kraymühle zu Hebertsfelden
- Kreil zu Tann
- Kreiling zu Arnstorf
- Kreilöd zu Bayerbach
- Kreimel zu Zeilarn
- Kremmel zu Postmünster
- Kreuzberg zu Simbach a.Inn
- Kreuzer zu Ering
- Kreuzhäusl zu Wurmannsquick
- Kreuzöd zu Eggenfelden
- Kreuzöd zu Massing
- Kreuzöd zu Postmünster
- Kreuzöd zu Unterdietfurt
- Krieglmühle zu Egglham
- Kriering zu Wittibreut
- Kroed zu Postmünster
- Kröft zu Stubenberg
- Krohstorf zu Johanniskirchen
- Kroneck zu Arnstorf
- Kroneck zu Geratskirchen
- Kronhub zu Reut
- Kronleiten zu Falkenberg
- Kronöd zu Hebertsfelden
- Kronwinkl zu Dietersburg
- Kronwitt zu Eggenfelden
- Kronwittberg zu Roßbach
- Kronwitten zu Postmünster
- Kronwitten zu Simbach a.Inn
- Kronwitten zu Tann
- Kronwitten zu Wurmannsquick
- Kronwitten am Holz zu Wurmannsquick
- Krottenbach zu Tann
- Krumgassen zu Tann
- Krumlehen zu Hebertsfelden
- Küblgrub zu Geratskirchen
- Kuchl zu Postmünster
- Kudlhub zu Arnstorf
- Kuffing zu Roßbach
- Kugelstatt zu Pfarrkirchen
- Kuglenz zu Egglham
- Kugler zu Falkenberg
- Kuglmehring zu Hebertsfelden
- Kühbach zu Arnstorf
- Kühblei zu Arnstorf
- Kühstein zu Ering
- Kühstetten zu Pfarrkirchen
- Kühstetten zu Wurmannsquick
- Kumpfmühl zu Falkenberg
- Kumpfmühl zu Postmünster
- Kumpfmühl zu Roßbach
- Kurmer zu Gangkofen
- Kürpen zu Arnstorf
- Kurzholz zu Hebertsfelden
- Kynoten zu Bad Birnbach

↑ Zurück zum Inhaltsverzeichnis

### L
- Laab zu Pfarrkirchen
- Laab zu Wittibreut
- Labüchl zu Bad Birnbach
- Lacken zu Hebertsfelden
- Lacken zu Wurmannsquick
- Lackner zu Hebertsfelden
- Laglöd zu Dietersburg
- Lahning zu Wittibreut
- Laimbichl zu Wurmannsquick
- Lalling zu Malgersdorf
- Lampersdorf zu Arnstorf
- Landerham zu Bad Birnbach
- Lang zu Postmünster
- Langeneck zu Tann
- Langeneck zu Wurmannsquick
- Langenkatzbach zu Gangkofen
- Langhub zu Arnstorf
- Langlehen zu Ering
- Langwinkl zu Bayerbach
- Lanhofen zu Zeilarn
- Lanzing zu Pfarrkirchen
- Lapperding zu Johanniskirchen
- Latzelsberg zu Falkenberg
- Lauterbach zu Eggenfelden
- Leberfing zu Roßbach
- Lechertsreuth zu Falkenberg
- Lechl zu Dietersburg
- Lechner zu Stubenberg
- Lecklhub zu Hebertsfelden
- Lederhub zu Mitterskirchen
- Lederling zu Bad Birnbach
- Lederschmid zu Zeilarn
- Lehen zu Falkenberg
- Lehen zu Wittibreut
- Lehen zu Zeilarn
- Lehndobl zu Triftern
- Lehner zu Simbach a.Inn
- Lehner am Mühlberg zu Reut
- Lehning zu Stubenberg
- Lehrl zu Reut
- Leimgrub zu Julbach
- Leipoldsöd zu Tann
- Leiten zu Reut
- Leiten zu Simbach a.Inn
- Leiten zu Wurmannsquick
- Leitenbach zu Mitterskirchen
- Leithen zu Bad Birnbach
- Leithen zu Geratskirchen
- Leitl zu Gangkofen
- Lempertsöd zu Pfarrkirchen
- Lengdorf zu Simbach a.Inn
- Lengham zu Bad Birnbach
- Lengham zu Johanniskirchen
- Lengsham zu Triftern
- Lenzhub zu Postmünster
- Lenzloh zu Egglham
- Lerbing zu Pfarrkirchen
- Lerch zu Hebertsfelden
- Lerchstraß zu Hebertsfelden
- Lexöd zu Bad Birnbach
- Lichtenberg zu Eggenfelden
- Lichtenberg zu Stubenberg
- Lichtened zu Tann
- Lichthub zu Tann
- Lichtlberg zu Eggenfelden
- Lidorf zu Mitterskirchen
- Liedlstraß zu Falkenberg
- Liegöd zu Massing
- Limbach zu Egglham
- Limmer zu Gangkofen
- Lindach am Burgerfeld zu Arnstorf
- Lindberg zu Dietersburg
- Linden zu Hebertsfelden
- Lindgraben zu Rimbach
- Lindhof zu Eggenfelden
- Linding zu Pfarrkirchen
- Linding zu Triftern
- Linn zu Gangkofen
- Linn zu Massing
- Linnertshub zu Hebertsfelden
- Linnöd zu Gangkofen
- Lippeck zu Ering
- Loderham zu Triftern
- Lödl zu Postmünster
- Lofersöd zu Wittibreut
- Löfflberg zu Falkenberg
- Löfflmühle zu Hebertsfelden
- Loh zu Arnstorf
- Loh zu Eggenfelden
- Loh zu Ering
- Loh zu Geratskirchen
- Loh zu Pfarrkirchen
- Loh zu Stubenberg
- Loh zu Triftern
- Loh zu Wittibreut
- Lohbruck zu Wurmannsquick
- Lohe zu Egglham
- Lohmann zu Arnstorf
- Lohmann zu Dietersburg
- Luberg zu Hebertsfelden
- Luderbach zu Bayerbach
- Luderbach zu Roßbach
- Luderfing zu Eggenfelden
- Lueg zu Zeilarn
- Lug zu Eggenfelden
- Lukasöd zu Gangkofen
- Lukasöd zu Pfarrkirchen

↑ Zurück zum Inhaltsverzeichnis

### M
- Machendorf zu Kirchdorf a.Inn
- Madl zu Reut
- Madlau zu Tann
- Magassing zu Gangkofen
- Mahlgassing zu Pfarrkirchen
- Maier am Berg zu Wurmannsquick
- Maier am Hof zu Reut
- Maier am Holz zu Wurmannsquick
- Maierhof zu Ering
- Maierhof zu Simbach a.Inn
- Maierhof zu Stubenberg
- Maierl zu Julbach
- Maieröd zu Postmünster
- Maiersberg zu Hebertsfelden
- Mailing zu Gangkofen
- Mainbach zu Unterdietfurt
- Mainberg zu Roßbach
- Mais zu Dietersburg
- Mais zu Roßbach
- Maisberg zu Gangkofen
- Maisenberg zu Ering
- Maisperg zu Massing
- Maißling zu Eggenfelden
- Maisthub zu Zeilarn
- Malgersdorf
- Malling zu Gangkofen
- Mandl zu Gangkofen
- Manglham zu Dietersburg
- Mangst zu Dietersburg
- Manigold zu Reut
- Mannersdorf zu Zeilarn
- Marastorf zu Gangkofen
- March zu Hebertsfelden
- March bei Eggstetten zu Simbach a.Inn
- March bei Reut zu Reut
- Marchen zu Postmünster
- Marchetsöd zu Postmünster
- Marchöd zu Hebertsfelden
- Mariakirchen zu Arnstorf
- Marschalling zu Schönau
- Martinskirchen zu Wurmannsquick
- Martinstödling zu Egglham
- Massing
- Massing zu Postmünster
- Matzenhof zu Simbach a.Inn
- Matzing zu Dietersburg
- Matzing zu Gangkofen
- Matzöd zu Dietersburg
- Matzöd zu Egglham
- Mauerwinkl zu Tann
- Mäuslberg zu Pfarrkirchen
- Mauswinkl zu Bad Birnbach
- Mautschneid zu Tann
- Mayerhof zu Wittibreut
- Mayrhof zu Mitterskirchen
- Mehlhardt am Sand zu Hebertsfelden
- Mehlhäusl zu Massing
- Mehlmäusl zu Julbach
- Mehlsteibl zu Postmünster
- Mehring zu Hebertsfelden
- Meiln zu Wurmannsquick
- Meiseneck zu Reut
- Meisl zu Ering
- Meisteröd zu Postmünster
- Memberg zu Malgersdorf
- Mertsee zu Falkenberg
- Miesing zu Johanniskirchen
- Mietzöd zu Massing
- Minihof zu Dietersburg
- Minihof zu Roßbach
- Mitterbinder zu Falkenberg
- Mitterhamberg zu Falkenberg
- Mitterhausen zu Arnstorf
- Mitterhof zu Eggenfelden
- Mitternberg zu Simbach a.Inn
- Mitteröd zu Postmünster
- Mitterpirsting zu Eggenfelden
- Mitterrohrbach zu Rimbach
- Mitterschmiddorf zu Gangkofen
- Mitterschweib zu Mitterskirchen
- Mitterskirchen
- Mittertaubenbach zu Reut
- Mödlsbach zu Johanniskirchen
- Mollnöd zu Triftern
- Mollöd zu Triftern
- Moos zu Simbach a.Inn
- Moos zu Wittibreut
- Mooseck zu Simbach a.Inn
- Moosham zu Eggenfelden
- Mooshäusl zu Tann
- Mooshof zu Pfarrkirchen
- Moosvogl zu Massing
- Mooswinkl zu Julbach
- Mornthal zu Hebertsfelden
- Morolding zu Massing
- Moser am Berg zu Unterdietfurt
- Moserholz zu Roßbach
- Mühlau zu Stubenberg
- Mühlberg zu Arnstorf
- Mühlberg bei Kirn zu Ering
- Mühlberg bei Münchham zu Ering
- Mühldobl zu Triftern
- Mühlham zu Bad Birnbach
- Mühlstraß zu Postmünster
- Müllersberg zu Wittibreut
- Münchham zu Ering
- Münchsdorf zu Roßbach
- Mundsberg zu Reut
- Münzenhof zu Tann

↑ Zurück zum Inhaltsverzeichnis

### N
- Naderöd zu Pfarrkirchen
- Nalling zu Tann
- Nalling zu Triftern
- Narrenham zu Zeilarn
- Naßberg zu Bad Birnbach
- Neßling zu Stubenberg
- Neuaich zu Unterdietfurt
- Neudau zu Bad Birnbach
- Neudeck zu Bad Birnbach
- Neugmain zu Falkenberg
- Neuhofen zu Postmünster
- Neukirchen zu Arnstorf
- Neukirchen zu Triftern
- Neukirchen zu Unterdietfurt
- Neumühl zu Massing
- Neumühle zu Ering
- Neunöd zu Pfarrkirchen
- Neusiedl zu Dietersburg
- Neustatt zu Eggenfelden
- Nicklhub zu Wurmannsquick
- Niedereck zu Simbach a.Inn
- Niederhub zu Hebertsfelden
- Niederleiten zu Triftern
- Niederlucken zu Arnstorf
- Niedernberg zu Reut
- Niederndorf zu Eggenfelden
- Niedernkirchen zu Hebertsfelden
- Niedernzaun zu Simbach a.Inn
- Niedertrennbach zu Gangkofen
- Nindorf zu Bad Birnbach
- Nöhag zu Unterdietfurt
- Nöham zu Dietersburg
- Nömer zu Arnstorf
- Noppling zu Reut
- Notzart zu Ering
- Numberg zu Triftern
- Nuppling zu Triftern
- Nupplingerau zu Triftern
- Nürnberg zu Tann
- Nußbaum zu Hebertsfelden
- Nußbaum zu Massing
- Nußbaum zu Reut
- Nußbaum zu Wittibreut
- Nußbaumöd zu Gangkofen
- Nußdorf zu Falkenberg
- Nussing zu Postmünster
- Nutzbach zu Gangkofen

↑ Zurück zum Inhaltsverzeichnis

### O
- Obending zu Tann
- Obenhub zu Reut
- Oberalmsham zu Gangkofen
- Oberauersberg zu Gangkofen
- Oberbachham zu Gangkofen
- Oberbinder zu Falkenberg
- Oberbirnbach zu Bad Birnbach
- Oberbreitenbach zu Dietersburg
- Oberbrennberg zu Dietersburg
- Oberbubach zu Roßbach
- Oberbüchl zu Ering
- Oberdax zu Hebertsfelden
- Oberdietfurt zu Massing
- Oberdorfner zu Simbach a.Inn
- Obereck zu Simbach a.Inn
- Obereisbach zu Falkenberg
- Oberelend zu Arnstorf
- Oberellbach zu Rimbach
- Obereschlbach zu Falkenberg
- Obergaiching zu Pfarrkirchen
- Obergrafendorf zu Roßbach
- Obergrasensee zu Pfarrkirchen
- Obergutat zu Reut
- Oberham zu Mitterskirchen
- Oberham zu Pfarrkirchen
- Oberham zu Wittibreut
- Oberhamberg zu Falkenberg
- Oberhausbach zu Hebertsfelden
- Oberhenhart zu Ering
- Oberhitzling zu Bad Birnbach
- Oberhof zu Dietersburg
- Oberhöft zu Falkenberg
- Oberhub zu Hebertsfelden
- Oberjulbach zu Julbach
- Oberkampel zu Eggenfelden
- Oberkettendorf zu Falkenberg
- Oberkirchberg zu Eggenfelden
- Oberlaimbach zu Roßbach
- Oberlangwied zu Simbach a.Inn
- Oberlehen zu Hebertsfelden
- Oberlehen zu Zeilarn
- Oberleitenbach zu Wurmannsquick
- Obermaisbach zu Unterdietfurt
- Obermühle zu Reut
- Oberndorf zu Bayerbach
- Oberndorf zu Gangkofen
- Oberndorf zu Zeilarn
- Oberöd zu Wurmannsquick
- Oberölling zu Stubenberg
- Oberpaikertsham zu Triftern
- Oberpfaffing zu Roßbach
- Oberpirsting zu Eggenfelden
- Oberplaika zu Triftern
- Oberradlsbach zu Arnstorf
- Oberradlsbach zu Roßbach
- Oberreisbeck zu Hebertsfelden
- Oberreitzing zu Triftern
- Oberremmelsberg zu Falkenberg
- Oberreut zu Arnstorf
- Oberried zu Gangkofen
- Oberrohrbach zu Rimbach
- Oberroßbach zu Massing
- Oberschmiddorf zu Gangkofen
- Oberschwarzenhof zu Simbach a.Inn
- Oberschweib zu Mitterskirchen
- Oberschwemm zu Julbach
- Obersimbach zu Simbach a.Inn
- Oberstadl zu Johanniskirchen
- Obersteinbach zu Falkenberg
- Obertattenbach zu Bad Birnbach
- Oberthal zu Eggenfelden
- Obertrennbach zu Gangkofen
- Obertürken zu Zeilarn
- Oberviehhausen zu Gangkofen
- Oberweinberg zu Simbach a.Inn
- Oberwendling zu Mitterskirchen
- Oberwidmais zu Wurmannsquick
- Oberwies zu Postmünster
- Oberwimm zu Reut
- Oberwimpersing zu Arnstorf
- Oberzaun zu Massing
- Oberzaun zu Simbach a.Inn
- Oberzeiling zu Eggenfelden
- Oberzeitlarn zu Schönau
- Öd zu Egglham
- Öd zu Gangkofen
- Öd (oberes) zu Roßbach
- Öd (unteres) zu Roßbach
- Ödbinder zu Tann
- Ödweber zu Tann
- Oed zu Bayerbach
- Ofen zu Arnstorf
- Ofen zu Falkenberg
- Ofen zu Gangkofen
- Ofen zu Massing
- Ofenschwarz zu Zeilarn
- Offenöd zu Bad Birnbach
- Ohnatsberg zu Geratskirchen
- Ölbrunn zu Reut
- Ölharten zu Pfarrkirchen
- Öling zu Dietersburg
- Ölling zu Kirchdorf a.Inn
- Ölmühle zu Simbach a.Inn
- Opping zu Wittibreut
- Orading zu Rimbach
- Ortholbing zu Falkenberg
- Orthub zu Massing
- Ortprechting zu Schönau
- Osten zu Mitterskirchen
- Osten zu Tann
- Osten zu Triftern
- Osternberg zu Reut
- Osterndorf zu Roßbach
- Österreich zu Postmünster
- Ottenöd zu Gangkofen

↑ Zurück zum Inhaltsverzeichnis

### P
- Padersberg zu Arnstorf
- Pading zu Gangkofen
- Paint zu Falkenberg
- Panzing zu Gangkofen
- Passelsberg zu Malgersdorf
- Passelsberg zu Massing
- Passelsberg zu Zeilarn
- Pauxöd zu Arnstorf
- Pavenzing zu Gangkofen
- Pecheigen zu Wittibreut
- Pechhäusl zu Gangkofen
- Pechl zu Stubenberg
- Pechöd zu Triftern
- Peisting zu Egglham
- Pelkering zu Triftern
- Pendlöd zu Falkenberg
- Perterting zu Falkenberg
- Petersdorf zu Arnstorf
- Peterskirchen zu Dietersburg
- Peterskirchen zu Eggenfelden
- Peterskirchen zu Schönau
- Pettenau zu Ering
- Pfaffenöd zu Ering
- Pfaffenthal zu Ering
- Pfaffing zu Schönau
- Pfarrhof zu Dietersburg
- Pfarrhof bei Reut zu Reut
- Pfarrkirchen
- Pfefferöd zu Postmünster
- Pfirsching zu Malgersdorf
- Pfirsting zu Falkenberg
- Pichl zu Tann
- Pichler zu Simbach a.Inn
- Picklöd zu Arnstorf
- Piering zu Reut
- Piering zu Simbach a.Inn
- Piering zu Triftern
- Piering zu Wittibreut
- Pildenau zu Ering
- Pilgram zu Tann
- Pillris zu Geratskirchen
- Pimmerstorf zu Postmünster
- Pinzenell zu Postmünster
- Pirach zu Massing
- Pirach zu Zeilarn
- Pirsting zu Eggenfelden
- Pischelsberg zu Eggenfelden
- Pischlfing zu Wittibreut
- Pitzing zu Schönau
- Plaika zu Triftern
- Plaikamühle zu Gangkofen
- Plankenbach zu Dietersburg
- Plaß zu Postmünster
- Platten zu Hebertsfelden
- Pledorf zu Schönau
- Plenkl zu Massing
- Plenkl zu Stubenberg
- Plöcking zu Falkenberg
- Plöcking zu Zeilarn
- Plöderöd zu Dietersburg
- Poitner zu Reut
- Pollersbach zu Eggenfelden
- Polting zu Postmünster
- Ponhardsberg zu Hebertsfelden
- Ponzaun zu Hebertsfelden
- Ponzaun zu Wurmannsquick
- Ponzaunöd zu Falkenberg
- Poppenberg zu Mitterskirchen
- Poppenwimm zu Roßbach
- Postmünster
- Pottenau zu Dietersburg
- Pötzing zu Roßbach
- Poxöd zu Geratskirchen
- Pranz zu Stubenberg
- Pranzmühle zu Simbach a.Inn
- Prehof zu Triftern
- Prehof zu Zeilarn
- Prenzing zu Ering
- Priel zu Dietersburg
- Prienbach zu Hebertsfelden
- Prienbach zu Stubenberg
- Priesting zu Reut
- Prinz zu Reut
- Prühmühle zu Eggenfelden
- Prüll zu Unterdietfurt
- Puch zu Arnstorf
- Püchl zu Arnstorf
- Pucking zu Wurmannsquick
- Putting zu Wurmannsquick

↑ Zurück zum Inhaltsverzeichnis

### Q
- Qualn zu Arnstorf
- Quingl zu Postmünster

↑ Zurück zum Inhaltsverzeichnis

### R
- Rabenbrunn zu Arnstorf
- Rabensham zu Triftern
- Rabing zu Simbach a.Inn
- Rackersbach zu Hebertsfelden
- Rackersöd zu Malgersdorf
- Racksdorf zu Gangkofen
- Radelsbach zu Arnstorf
- Radlkofen zu Gangkofen
- Rafau zu Ering
- Ragl zu Pfarrkirchen
- Rahberg zu Postmünster
- Rahhof zu Postmünster
- Raisting zu Arnstorf
- Ramerding zu Kirchdorf a.Inn
- Rameröd zu Wittibreut
- Rampelhub zu Simbach a.Inn
- Rampelhub zu Wittibreut
- Ramprecht zu Massing
- Randling zu Reut
- Ranner zu Reut
- Ranzenberg zu Simbach a.Inn
- Ranzing zu Falkenberg
- Rappl zu Reut
- Rasöd zu Tann
- Rattenbach zu Rimbach
- Rauchdobl zu Dietersburg
- Rauchöd zu Postmünster
- Rauschöd zu Falkenberg
- Rauschöd zu Gangkofen
- Reichenberg zu Pfarrkirchen
- Reicheneibach zu Gangkofen
- Reichertsham zu Bad Birnbach
- Reichzaun zu Tann
- Reinsperg zu Postmünster
- Reinthal zu Reut
- Reisach zu Arnstorf
- Reisach zu Massing
- Reisat zu Arnstorf
- Reisawimm zu Roßbach
- Reisbach zu Dietersburg
- Reischl zu Postmünster
- Reiser zu Falkenberg
- Reising zu Postmünster
- Reisl zu Hebertsfelden
- Reisl zu Simbach a.Inn
- Reit zu Wittibreut
- Reit zu Wurmannsquick
- Reitberg zu Arnstorf
- Reiter zu Eggenfelden
- Reiter am Wald zu Eggenfelden
- Reiterloh zu Bad Birnbach
- Reith zu Arnstorf
- Reith zu Ering
- Reith zu Julbach
- Reith zu Pfarrkirchen
- Reith zu Postmünster
- Reith zu Tann
- Reith zu Wittibreut
- Reithas zu Wittibreut
- Rembach zu Roßbach
- Remmelsberg bei Altgmain zu Falkenberg
- Remmelsberg bei Falkenberg zu Falkenberg
- Rennbahnsiedlung zu Simbach a.Inn
- Rennöd zu Bad Birnbach
- Reschdobl zu Egglham
- Reslberg zu Triftern
- Reußen zu Reut
- Reut zu Ering
- Reut
- Reuth zu Egglham
- Reuth zu Falkenberg
- Riebersberg zu Gangkofen
- Ried zu Arnstorf
- Ried zu Bad Birnbach
- Riegelsberg zu Egglham
- Riegeröd zu Johanniskirchen
- Riem zu Hebertsfelden
- Riemberg zu Gangkofen
- Riesberg zu Dietersburg
- Rießleithen zu Pfarrkirchen
- Rigl zu Wurmannsquick
- Rimbach
- Ringdobl zu Egglham
- Ringfüssing zu Triftern
- Rinn zu Eggenfelden
- Ritzing zu Kirchdorf a.Inn
- Ritzing zu Reut
- Ritzing zu Tann
- Ritzlhub zu Schönau
- Rockern zu Pfarrkirchen
- Rogglfing zu Wurmannsquick
- Rohrach zu Gangkofen
- Rohreck zu Massing
- Rohring zu Triftern
- Roiching zu Wittibreut
- Roisenberg zu Roßbach
- Roismannsöd zu Geratskirchen
- Roith zu Hebertsfelden
- Roßbach
- Roßbach zu Stubenberg
- Roßhub zu Wurmannsquick
- Roßtauschen zu Postmünster
- Rothenaign zu Bad Birnbach
- Rotheneich zu Mitterskirchen
- Rothenhag zu Rimbach
- Rothmühl zu Malgersdorf
- Rott zu Eggenfelden
- Rott zu Pfarrkirchen
- Rott am Wald zu Eggenfelden
- Rottengrub zu Wurmannsquick
- Rottenstuben zu Hebertsfelden
- Rottenwöhr zu Massing
- Rottmühle zu Eggenfelden
- Rottsteg zu Pfarrkirchen
- Ruderfing zu Falkenberg
- Rudlfing zu Roßbach
- Ruhmannsaigen zu Triftern
- Rumpelstein zu Triftern
- Ruppertskirchen zu Arnstorf
- Ruppertsöd zu Pfarrkirchen
- Rupprechtsaign zu Zeilarn
- Rushäusl zu Eggenfelden
- Rußbrenn zu Julbach
- Rußbrenner zu Gangkofen

↑ Zurück zum Inhaltsverzeichnis

### S
- Saam zu Postmünster
- Sackstetten zu Gangkofen
- Saghub zu Wurmannsquick
- Sägmühl zu Arnstorf
- Sägmühle zu Bayerbach
- Sägmühle zu Reut
- Saliter zu Falkenberg
- Salksdorf zu Arnstorf
- Sallach zu Rimbach
- Salling zu Falkenberg
- Sand zu Hebertsfelden
- Sandberg zu Hebertsfelden
- Sandtner zu Eggenfelden
- Sankt Anna zu Ering
- Sankt Georgen zu Dietersburg
- Sankt Nikola zu Gangkofen
- Sankt Sebastian zu Eggenfelden
- Sankt Veit zu Bayerbach
- Sarzen zu Johanniskirchen
- Sattelberg zu Dietersburg
- Sattlern zu Arnstorf
- Satzenberg zu Simbach a.Inn
- Satzing zu Gangkofen
- Saueröd zu Gangkofen
- Sauersberg zu Massing
- Sauersberg zu Mitterskirchen
- Saulorn zu Massing
- Schablöd zu Triftern
- Schabmannsberg zu Hebertsfelden
- Schacha zu Egglham
- Schachahof zu Dietersburg
- Schachen zu Stubenberg
- Schachendobl zu Stubenberg
- Schacheneck zu Stubenberg
- Schachenthal zu Stubenberg
- Schachtel zu Pfarrkirchen
- Schachten zu Arnstorf
- Schachten zu Geratskirchen
- Schachten zu Postmünster
- Schachten zu Reut
- Schachten zu Schönau
- Schachten zu Tann
- Schachten zu Wurmannsquick
- Schachtenmann zu Arnstorf
- Schaföd zu Johanniskirchen
- Schafweid zu Dietersburg
- Schalldorf zu Postmünster
- Schallhub zu Zeilarn
- Schattenkirchen zu Gangkofen
- Schatzbach zu Bad Birnbach
- Schatzlöd zu Zeilarn
- Schederaign zu Bad Birnbach
- Scheften zu Tann
- Scheiben zu Dietersburg
- Scheiben zu Simbach a.Inn
- Scheiblhub zu Ering
- Scheiblöd zu Dietersburg
- Schelnlohe zu Gangkofen
- Scherbl zu Stubenberg
- Schermühle zu Simbach a.Inn
- Schern zu Falkenberg
- Schernberg zu Hebertsfelden
- Schernegg zu Massing
- Scherrwies zu Wurmannsquick
- Scherzlthambach zu Gangkofen
- Scheuereck zu Dietersburg
- Scheuereck zu Pfarrkirchen
- Scheuering zu Gangkofen
- Scheuern zu Massing
- Scheuersberg zu Simbach a.Inn
- Schickanöd zu Arnstorf
- Schickenhof zu Wurmannsquick
- Schicklhub zu Wurmannsquick
- Schieferöd zu Pfarrkirchen
- Schieferöd zu Wittibreut
- Schieghub zu Hebertsfelden
- Schießl zu Hebertsfelden
- Schildmannsberg zu Hebertsfelden
- Schildthurn zu Zeilarn
- Schilling zu Wurmannsquick
- Schillöd zu Roßbach
- Schimpfhausen zu Arnstorf
- Schirgnhub zu Postmünster
- Schlafen zu Dietersburg
- Schleeburg zu Arnstorf
- Schleindlsberg zu Tann
- Schleitzenhof zu Stubenberg
- Schlettwagen zu Postmünster
- Schlicking zu Pfarrkirchen
- Schlott zu Arnstorf
- Schlott zu Egglham
- Schlott zu Pfarrkirchen
- Schlott zu Wittibreut
- Schlottham zu Schönau
- Schlüpfing zu Roßbach
- Schlüßlöd zu Roßbach
- Schmalzgrub zu Hebertsfelden
- Schmauß zu Hebertsfelden
- Schmelling zu Wurmannsquick
- Schmidhub zu Arnstorf
- Schmidhub zu Tann
- Schmiding zu Zeilarn
- Schmidlehen zu Wittibreut
- Schmidlehner zu Ering
- Schmidöd zu Hebertsfelden
- Schmidsberg zu Rimbach
- Schmidsöd zu Bad Birnbach
- Schmidstöckl zu Reut
- Schmiedgrub zu Postmünster
- Schmiedhub zu Postmünster
- Schmiedorf zu Roßbach
- Schmiedsberg zu Gangkofen
- Schmiedsöd zu Gangkofen
- Schnarrmühl zu Falkenberg
- Schnatzling zu Gangkofen
- Schnecking zu Egglham
- Schned zu Postmünster
- Schned bei Neuhofen zu Postmünster
- Schnedenberg zu Pfarrkirchen
- Schneeharding zu Dietersburg
- Schneiderbauer zu Stubenberg
- Schneiderleiten zu Ering
- Schnellberg zu Hebertsfelden
- Schnelling zu Tann
- Schöderl zu Reut
- Schöfbach zu Falkenberg
- Schöfthal zu Gangkofen
- Schönau
- Schönbach zu Falkenberg
- Schönberg zu Falkenberg
- Schönhof zu Dietersburg
- Schönhub zu Gangkofen
- Schönhub zu Hebertsfelden
- Schönhub zu Reut
- Schönöd zu Postmünster
- Schönstelzham zu Reut
- Schönviehhausen zu Gangkofen
- Schornbach zu Johanniskirchen
- Schornöd zu Arnstorf
- Schrattenthal zu Wittibreut
- Schratzmühle zu Johanniskirchen
- Schreding zu Zeilarn
- Schredl zu Reut
- Schreihof zu Postmünster
- Schreiöd zu Wittibreut
- Schrettenbrunn zu Gangkofen
- Schreyöd zu Hebertsfelden
- Schröll zu Gangkofen
- Schröttendorf zu Arnstorf
- Schuhöd zu Johanniskirchen
- Schuldholzing zu Pfarrkirchen
- Schüsselburn zu Geratskirchen
- Schüßlöd zu Tann
- Schusteröd zu Massing
- Schustersberg zu Wittibreut
- Schwaibach zu Bad Birnbach
- Schwaig zu Johanniskirchen
- Schwaigeröd zu Johanniskirchen
- Schwaiglehen zu Hebertsfelden
- Schwanhof zu Postmünster
- Schwarzenstein zu Pfarrkirchen
- Schwarzmühl zu Stubenberg
- Schwertfelln zu Zeilarn
- Schwertling zu Bad Birnbach
- Seebauer zu Stubenberg
- Seemannshausen zu Gangkofen
- Seereit zu Gangkofen
- Seibersdorf zu Kirchdorf a.Inn
- Seibertsloh zu Julbach
- Seidenberg zu Malgersdorf
- Seiling zu Dietersburg
- Sendlmeier zu Arnstorf
- Seonbuch zu Massing
- Sesselsberg zu Gangkofen
- Sichenpoint zu Arnstorf
- Siebengadern zu Gangkofen
- Siebengattern zu Mitterskirchen
- Siedlung Heinzelspitze zu Simbach a.Inn
- Siedöd zu Massing
- Siegelsdorf zu Roßbach
- Siegerstorf zu Arnstorf
- Siegharting zu Bayerbach
- Siglthann zu Arnstorf
- Silching zu Dietersburg
- Sillaching zu Falkenberg
- Simbach a.Inn
- Simhar zu Tann
- Simmerl zu Tann
- Simonsöd zu Eggenfelden
- Sölgerding zu Gangkofen
- Solla zu Johanniskirchen
- Solling zu Tann
- Sommerschneid zu Rimbach
- Sommerstorf zu Arnstorf
- Sonnertsham zu Zeilarn
- Spanberg zu Eggenfelden
- Spanberg zu Hebertsfelden
- Spannagl zu Bad Birnbach
- Sparöd zu Falkenberg
- Spatenöd zu Geratskirchen
- Speck zu Wittibreut
- Speckhaus zu Zeilarn
- Speisöd zu Arnstorf
- Spendlholzen zu Postmünster
- Sperr zu Dietersburg
- Sperwies zu Eggenfelden
- Spiegelreut zu Rimbach
- Spielberg zu Falkenberg
- Spielberg zu Gangkofen
- Spitzendobl zu Ering
- Spitzgrub zu Gangkofen
- Spitzmäusing zu Pfarrkirchen
- Spöck zu Bad Birnbach
- Spöck zu Postmünster
- Spöck zu Tann
- Sprinzenberg zu Unterdietfurt
- Stadl zu Arnstorf
- Stadl zu Massing
- Stadl zu Schönau
- Stadleck zu Kirchdorf a.Inn
- Stadler zu Simbach a.Inn
- Stadlhof zu Ering
- Stadlhof zu Gangkofen
- Stadlthann zu Geratskirchen
- Stagl zu Ering
- Stalled zu Reut
- Stalleich zu Bad Birnbach
- Stallhof zu Dietersburg
- Standling zu Massing
- Stapfen zu Postmünster
- Stapfl zu Postmünster
- Starler zu Reut
- Starzen zu Hebertsfelden
- Starzen zu Massing
- Starzen zu Rimbach
- Starzenberg zu Falkenberg
- Stattenberg zu Massing
- Staudach zu Arnstorf
- Staudach zu Massing
- Staudach zu Stubenberg
- Staudach zu Triftern
- Staudenhäusl zu Triftern
- Staudenpoint zu Reut
- Stauern zu Gangkofen
- Stauern zu Hebertsfelden
- Steffelsöd zu Pfarrkirchen
- Stegen zu Postmünster
- Steghäuser zu Simbach a.Inn
- Steghub zu Simbach a.Inn
- Stegmühl zu Postmünster
- Steig zu Massing
- Steig zu Tann
- Stein zu Hebertsfelden
- Steina zu Bad Birnbach
- Steinach zu Triftern
- Steinbach zu Tann
- Steinbach zu Triftern
- Steinbach zu Wurmannsquick
- Steinberg zu Bayerbach
- Steinberg zu Gangkofen
- Steinberg zu Stubenberg
- Steinbruck zu Simbach a.Inn
- Steinbüchl zu Massing
- Steinbüchl zu Postmünster
- Steindorf zu Arnstorf
- Steiner zu Egglham
- Steinerskirchen zu Roßbach
- Steining zu Ering
- Steining zu Simbach a.Inn
- Steininger zu Stubenberg
- Steinsäuln zu Hebertsfelden
- Steinsöd zu Hebertsfelden
- Stelzberg zu Egglham
- Stelzenberg zu Dietersburg
- Stelzenöd zu Arnstorf
- Stelzenöd zu Wittibreut
- Stempl zu Simbach a.Inn
- Sterfl zu Hebertsfelden
- Sternöd zu Hebertsfelden
- Stetten zu Schönau
- Stetten bei Falkenberg zu Falkenberg
- Stetten bei Taufkirchen zu Falkenberg
- Stieglhäusl zu Tann
- Stierberg zu Arnstorf
- Stilk zu Reut
- Stinglham zu Dietersburg
- Stinglwager zu Dietersburg
- Stöchelsberg zu Malgersdorf
- Stock zu Eggenfelden
- Stocka zu Arnstorf
- Stocka zu Dietersburg
- Stockach zu Gangkofen
- Stockahausen zu Arnstorf
- Stockert zu Bad Birnbach
- Stockert zu Bad Birnbach
- Stockham zu Johanniskirchen
- Stockhäusel zu Falkenberg
- Stockhäuser zu Bad Birnbach
- Stöckl zu Pfarrkirchen
- Stöckl zu Postmünster
- Stöckl zu Tann
- Stockland zu Egglham
- Stockwimm zu Zeilarn
- Stölln zu Kirchdorf a.Inn
- Stopfen zu Falkenberg
- Stößlöd zu Hebertsfelden
- Straß zu Dietersburg
- Straß zu Eggenfelden
- Straß zu Eggenfelden
- Straß zu Ering
- Straß zu Gangkofen
- Straß zu Malgersdorf
- Straß zu Postmünster
- Straß zu Simbach a.Inn
- Straß zu Wurmannsquick
- Straß zu Zeilarn
- Straß am Edhof zu Hebertsfelden
- Straß bei Eggstetten zu Simbach a.Inn
- Straß bei Neuhofen zu Postmünster
- Straß bei Reut zu Reut
- Straßdobl zu Dietersburg
- Straßen zu Stubenberg
- Straßhäuseln zu Eggenfelden
- Straßhäuser zu Wurmannsquick
- Strickberg zu Simbach a.Inn
- Stritzlöd zu Tann
- Stroblöd zu Johanniskirchen
- Strohham zu Kirchdorf a.Inn
- Strommeröd zu Roßbach
- Stubenberg
- Stubengrub zu Gangkofen
- Stumm zu Pfarrkirchen
- Stumm zu Postmünster
- Stumsöd zu Eggenfelden
- Sturzholz zu Bad Birnbach
- Stürzl zu Hebertsfelden
- Stütz zu Postmünster
- Sulzbach zu Dietersburg
- Sulzbach zu Falkenberg
- Sutten zu Pfarrkirchen
- Suttenmühle zu Bayerbach

↑ Zurück zum Inhaltsverzeichnis

### T
- Tabeckendorf zu Roßbach
- Tabor zu Egglham
- Tann
- Tannberg zu Reut
- Tannenbach zu Reut
- Taschnerhof zu Eggenfelden
- Taubenbach zu Reut
- Taubenbeck zu Wittibreut
- Taubendorf zu Gangkofen
- Taubengrub zu Pfarrkirchen
- Taubengrub zu Tann
- Taufkirchen zu Falkenberg
- Teufelseigen zu Wittibreut
- Thal zu Arnstorf
- Thal zu Eggenfelden
- Thal zu Ering
- Thal zu Mitterskirchen
- Thal zu Postmünster
- Thal zu Tann
- Thal zu Unterdietfurt
- Thal zu Wittibreut
- Thalham zu Simbach a.Inn
- Thalham zu Triftern
- Thalhausen zu Arnstorf
- Thalkofen zu Gangkofen
- Thalling zu Triftern
- Thalling zu Wittibreut
- Thalöd zu Dietersburg
- Thalreuth zu Zeilarn
- Thann zu Geratskirchen
- Thann zu Massing
- Thanndorf zu Roßbach
- Thannenthal zu Zeilarn
- Thannermann zu Arnstorf
- Thannet zu Massing
- Thanning zu Arnstorf
- Thannöd zu Triftern
- Thurnöd zu Zeilarn
- Thurnstein zu Postmünster
- Tiefbach zu Egglham
- Tiefengrub zu Ering
- Tiefstadt zu Eggenfelden
- Tölzenöd zu Egglham
- Trauperting zu Massing
- Trausburg zu Postmünster
- Trautenöd zu Bad Birnbach
- Tremmelhof zu Tann
- Triefelden zu Arnstorf
- Triefling zu Wurmannsquick
- Triftern
- Türkenbach zu Wurmannsquick

↑ Zurück zum Inhaltsverzeichnis

### U
- Überacker zu Stubenberg
- Überackersdorf zu Unterdietfurt
- Überöd zu Postmünster
- Udlberg zu Egglham
- Ulbering zu Wittibreut
- Ungerer zu Stubenberg
- Ungnaden zu Wittibreut
- Unöd zu Dietersburg
- Unteralmsham zu Gangkofen
- Unterauersberg zu Gangkofen
- Unterbachham zu Gangkofen
- Unterbinder zu Falkenberg
- Unterbrennberg zu Dietersburg
- Unterbubach zu Johanniskirchen
- Unterdax zu Hebertsfelden
- Unterdietfurt
- Unterdorfner zu Simbach a.Inn
- Untereisbach zu Falkenberg
- Unterelend zu Arnstorf
- Unterellbach zu Rimbach
- Untereschlbach zu Eggenfelden
- Untergaiching zu Pfarrkirchen
- Untergrafendorf zu Roßbach
- Untergrasensee zu Pfarrkirchen
- Unterhamberg zu Falkenberg
- Unterhart zu Kirchdorf a.Inn
- Unterhausbach zu Hebertsfelden
- Unterhenhart zu Ering
- Unterhitzling zu Bad Birnbach
- Unterhöft zu Schönau
- Unterholzen zu Gangkofen
- Unterkager zu Arnstorf
- Unterkampel zu Eggenfelden
- Unterkettendorf zu Falkenberg
- Unterlaimbach zu Roßbach
- Unterlangwied zu Simbach a.Inn
- Unterlehen zu Hebertsfelden
- Untermaisbach zu Eggenfelden
- Unternalling zu Pfarrkirchen
- Unternbüchl zu Ering
- Unteröd zu Wurmannsquick
- Unterpaikertsham zu Triftern
- Unterpfaffing zu Roßbach
- Unterpirsting zu Eggenfelden
- Unterplaika zu Triftern
- Unterradlsbach zu Roßbach
- Unterreisbeck zu Hebertsfelden
- Unterreitzing zu Triftern
- Unterremmelsberg zu Falkenberg
- Unterreut zu Arnstorf
- Unterried zu Massing
- Unterrimbach zu Falkenberg
- Unterrohrbach zu Rimbach
- Unterschachten zu Arnstorf
- Unterschmiddorf zu Gangkofen
- Unterschwarzenhof zu Simbach a.Inn
- Unterschweib zu Mitterskirchen
- Unterschwemm zu Julbach
- Unterstadl zu Johanniskirchen
- Untersteinbach zu Falkenberg
- Unterstock zu Hebertsfelden
- Untertattenbach zu Bad Birnbach
- Unterthal zu Eggenfelden
- Untertürken zu Julbach
- Unterweinberg zu Simbach a.Inn
- Unterwendling zu Mitterskirchen
- Unterwidmais zu Wurmannsquick
- Unterwies zu Postmünster
- Unterwimpersing zu Arnstorf
- Unterzaun zu Massing
- Unterzeiling zu Eggenfelden
- Unterzeitlarn zu Schönau
- Uttendorf zu Gangkofen
- Utting zu Rimbach

↑ Zurück zum Inhaltsverzeichnis

### V
- Veitlhub zu Ering
- Viehgassen zu Roßbach
- Viehhausen zu Ering
- Viehhausen zu Roßbach
- Viehholzen zu Massing
- Viehholzen zu Pfarrkirchen
- Vierling zu Triftern
- Vogelbichl zu Roßbach
- Vogging zu Falkenberg
- Vogging zu Rimbach
- Voglarn zu Triftern
- Voglsam zu Schönau
- Voglsang zu Pfarrkirchen
- Vöglsberg zu Postmünster
- Vohberg zu Gangkofen
- Voitl in der Au zu Bayerbach
- Volksdorf zu Falkenberg
- Volkstorf zu Arnstorf
- Vorderaichberg zu Hebertsfelden
- Vorderau zu Zeilarn
- Vorderbrunn zu Simbach a.Inn
- Vorderelexenau zu Stubenberg
- Vordergausberg zu Massing
- Vorderhaid zu Hebertsfelden
- Vorderhöll zu Eggenfelden
- Vorderloh zu Wurmannsquick
- Vorderreisach zu Gangkofen
- Vordersarling zu Unterdietfurt
- Vorleiten zu Wurmannsquick
- Vorrach zu Gangkofen
- Vorrach zu Geratskirchen

↑ Zurück zum Inhaltsverzeichnis

### W
- Wabach zu Arnstorf
- Wada zu Arnstorf
- Wadelsberg zu Reut
- Wadenberg zu Simbach a.Inn
- Wadermann zu Arnstorf
- Wagenberg zu Hebertsfelden
- Wagenlehen zu Hebertsfelden
- Wagenöd zu Reut
- Waisenberg zu Unterdietfurt
- Walburgskirchen zu Tann
- Walch zu Reut
- Wald zu Dietersburg
- Wald zu Egglham
- Wald zu Falkenberg
- Wald zu Pfarrkirchen
- Wald zu Postmünster
- Wald zu Wittibreut
- Walddobel zu Stubenberg
- Waldhiebl zu Dietersburg
- Waldhof zu Pfarrkirchen
- Waldhörn zu Dietersburg
- Waldhörn zu Postmünster
- Waldmann zu Zeilarn
- Walking zu Wittibreut
- Walksham zu Triftern
- Walln zu Dietersburg
- Walln zu Postmünster
- Walln zu Wittibreut
- Walln zu Zeilarn
- Waltenham zu Wittibreut
- Waltersdorf zu Simbach a.Inn
- Wamberg zu Bayerbach
- Wammering zu Schönau
- Wampendobl zu Egglham
- Wank zu Simbach a.Inn
- Wasl zu Hebertsfelden
- Watzenberg zu Wittibreut
- Webersberg zu Wittibreut
- Weg zu Eggenfelden
- Weg zu Ering
- Wegmühle zu Ering
- Wehenöd zu Schönau
- Weichselbaum zu Schönau
- Weichselbaum zu Wittibreut
- Weichselöd zu Postmünster
- Weidau zu Ering
- Weidelsberg zu Hebertsfelden
- Weiden zu Pfarrkirchen
- Weiding zu Wittibreut
- Weiding a.Wald zu Wittibreut
- Weier zu Kirchdorf a.Inn
- Weiermaier zu Reut
- Weiher zu Gangkofen
- Weiherhäusl zu Tann
- Weihern zu Johanniskirchen
- Weihern zu Pfarrkirchen
- Weihern zu Schönau
- Weihersbach zu Dietersburg
- Weikersbach zu Pfarrkirchen
- Weilberg zu Eggenfelden
- Weilberg-Siedlung zu Eggenfelden
- Weilnbach zu Arnstorf
- Weinberg zu Bad Birnbach
- Weinberg zu Dietersburg
- Weinberg zu Eggenfelden
- Weingarten zu Arnstorf
- Weingarten zu Stubenberg
- Weingold zu Triftern
- Weisleithen zu Stubenberg
- Weismühl zu Simbach a.Inn
- Weiß zu Reut
- Weißen zu Wittibreut
- Weissenberg zu Egglham
- Weißenhof zu Reut
- Weizhof zu Tann
- Wendling zu Falkenberg
- Weng zu Postmünster
- Wengl zu Hebertsfelden
- Wenigau zu Hebertsfelden
- Weniglehen zu Wittibreut
- Wenigstraß zu Simbach a.Inn
- Westen zu Triftern
- Westerndorf zu Arnstorf
- Wetzl zu Zeilarn
- Wichtleiten zu Postmünster
- Wickering zu Gangkofen
- Wiedersbach zu Gangkofen
- Wiedmais zu Arnstorf
- Wieglöd zu Johanniskirchen
- Wies zu Ering
- Wies zu Simbach a.Inn
- Wies bei Kirn zu Ering
- Wies bei Münchham zu Ering
- Wiesbach zu Gangkofen
- Wiesen zu Gangkofen
- Wiesen zu Geratskirchen
- Wiesenberg zu Reut
- Wieser zu Simbach a.Inn
- Wiesing zu Simbach a.Inn
- Wiesing zu Triftern
- Wiesing zu Wittibreut
- Wiesmannhäusl zu Simbach a.Inn
- Wiesmühle zu Zeilarn
- Wiesmühle am Türkenbach zu Zeilarn
- Wilhelm zu Egglham
- Wilhelmshöhe zu Hebertsfelden
- Willeithen zu Egglham
- Willenbach zu Reut
- Willersöd zu Malgersdorf
- Willing zu Triftern
- Wilzing zu Triftern
- Wimberg zu Hebertsfelden
- Wimm zu Bad Birnbach
- Wimm zu Dietersburg
- Wimm zu Eggenfelden
- Wimm bei Nöham zu Dietersburg
- Wimmersdorf zu Gangkofen
- Wimmhäusl zu Zeilarn
- Wimpaißer zu Egglham
- Wimpassing zu Reut
- Wimpersing zu Arnstorf
- Wimpersing zu Rimbach
- Winchen zu Arnstorf
- Windbaising zu Johanniskirchen
- Windbichl zu Geratskirchen
- Windfurth zu Johanniskirchen
- Windhag zu Stubenberg
- Windorf zu Hebertsfelden
- Windsberg zu Simbach a.Inn
- Wingrub zu Bad Birnbach
- Winhub zu Triftern
- Winichen zu Reut
- Winichen zu Unterdietfurt
- Winiham zu Mitterskirchen
- Winkelmühle zu Reut
- Winkl zu Bad Birnbach
- Winkl zu Dietersburg
- Winkl zu Ering
- Winkl zu Hebertsfelden
- Winklham zu Simbach a.Inn
- Winklschuß zu Postmünster
- Winöd zu Triftern
- Winten zu Bad Birnbach
- Wintersberg zu Gangkofen
- Wintersteig zu Reut
- Wippl zu Postmünster
- Wislhub zu Hebertsfelden
- Wittibreut
- Witzmaning zu Wittibreut
- Woching zu Pfarrkirchen
- Wöhr zu Gangkofen
- Wolf zu Massing
- Wolfersberg zu Wurmannsquick
- Wolfersegg zu Geratskirchen
- Wolfgrub zu Zeilarn
- Wölfing zu Falkenberg
- Wolfsberg zu Eggenfelden
- Wolfsberg zu Postmünster
- Wolfsbühl zu Reut
- Wolfscheiben zu Egglham
- Wolfschießen zu Egglham
- Wolfsegg zu Massing
- Wolfsegg zu Simbach a.Inn
- Wolfskugel zu Pfarrkirchen
- Wolfsöd zu Egglham
- Wolfstriegl zu Johanniskirchen
- Wölkerl zu Geratskirchen
- Wolkertsham zu Wittibreut
- Wühr zu Pfarrkirchen
- Wühr zu Postmünster
- Wühr zu Wittibreut
- Wurmannsquick
- Wurmannsreit zu Wittibreut
- Würmbauer zu Simbach a.Inn
- Wurmsegg zu Geratskirchen
- Wurmsöd zu Dietersburg
- Würst zu Stubenberg
- Wüst zu Gangkofen

↑ Zurück zum Inhaltsverzeichnis

### Z
- Zachenöd zu Arnstorf
- Zacherlwimm zu Hebertsfelden
- Zaillach zu Massing
- Zainach zu Eggenfelden
- Zaining zu Hebertsfelden
- Zaining zu Wurmannsquick
- Zank zu Pfarrkirchen
- Zankl zu Arnstorf
- Zankl zu Mitterskirchen
- Zantlbauer zu Zeilarn
- Zaun zu Dietersburg
- Zaun zu Hebertsfelden
- Zaun zu Postmünster
- Zaun zu Tann
- Zaun zu Wittibreut
- Zauner zu Ering
- Zauner am Högl zu Zeilarn
- Zaußing zu Ering
- Zehentleiten zu Stubenberg
- Zehentwiesen zu Egglham
- Zeil zu Arnstorf
- Zeil zu Dietersburg
- Zeilarn
- Zeilhub zu Postmünster
- Zeiling zu Wurmannsquick
- Zeilling zu Arnstorf
- Zelger zu Reut
- Zell zu Falkenberg
- Zellhub zu Eggenfelden
- Zenzlhub zu Arnstorf
- Ziegelbauer zu Pfarrkirchen
- Ziegelhäuser zu Wurmannsquick
- Zieglaign zu Triftern
- Zieglstadl zu Pfarrkirchen
- Zimmern zu Tann
- Zimmerwaldhäuser zu Tann
- Zoglau zu Reut
- Zoglau zu Tann
- Zoichl zu Tann
- Zulehen zu Hebertsfelden
- Zulehner zu Ering
- Zweckberg zu Reut
- Zwecksberg zu Geratskirchen
- Zwicklöd zu Hebertsfelden
- Zwilling zu Arnstorf

↑ Zurück zum Inhaltsverzeichnis